# Kathedrale von Girona

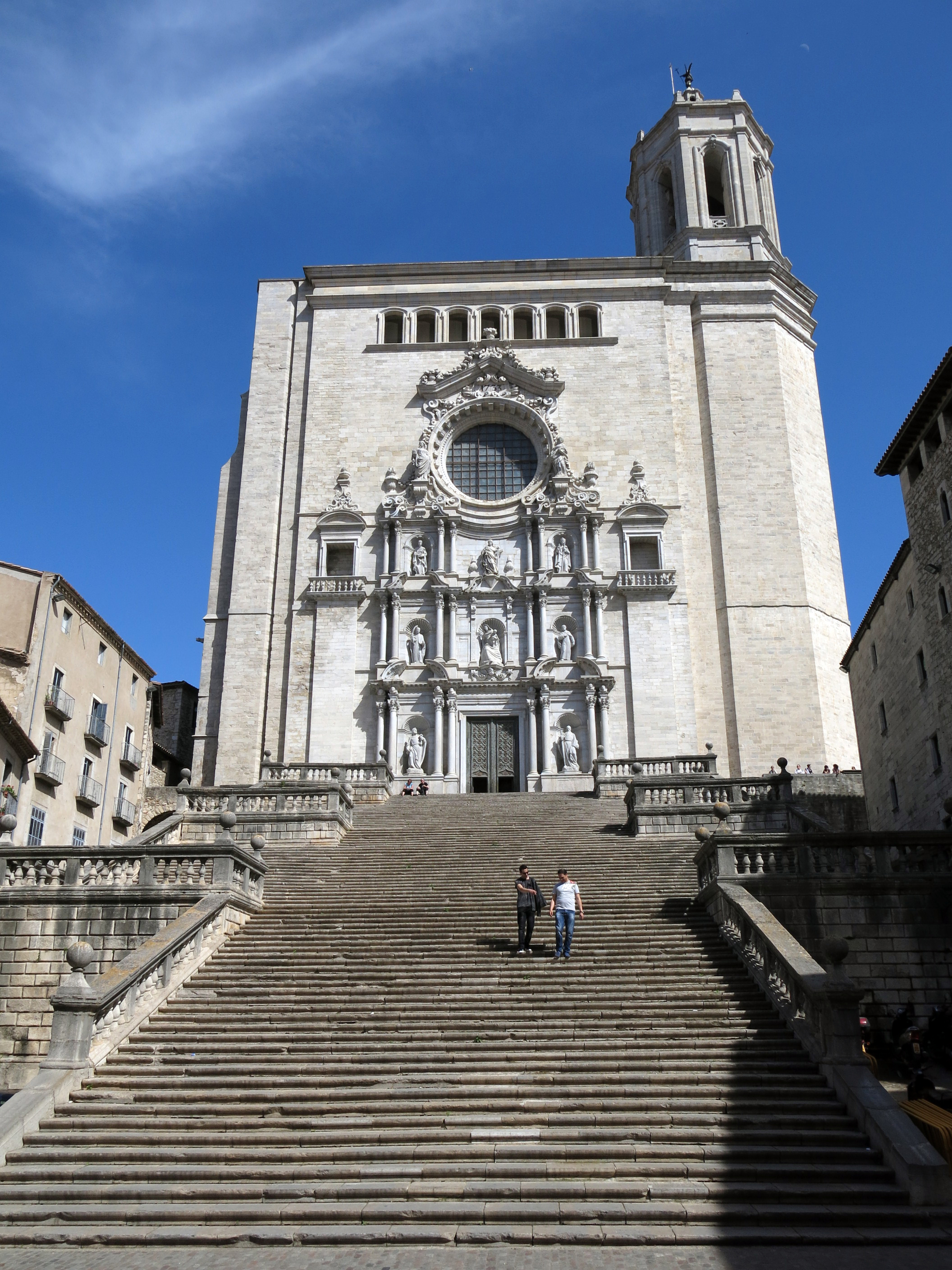
Die Westfassade mit der barocken Treppe

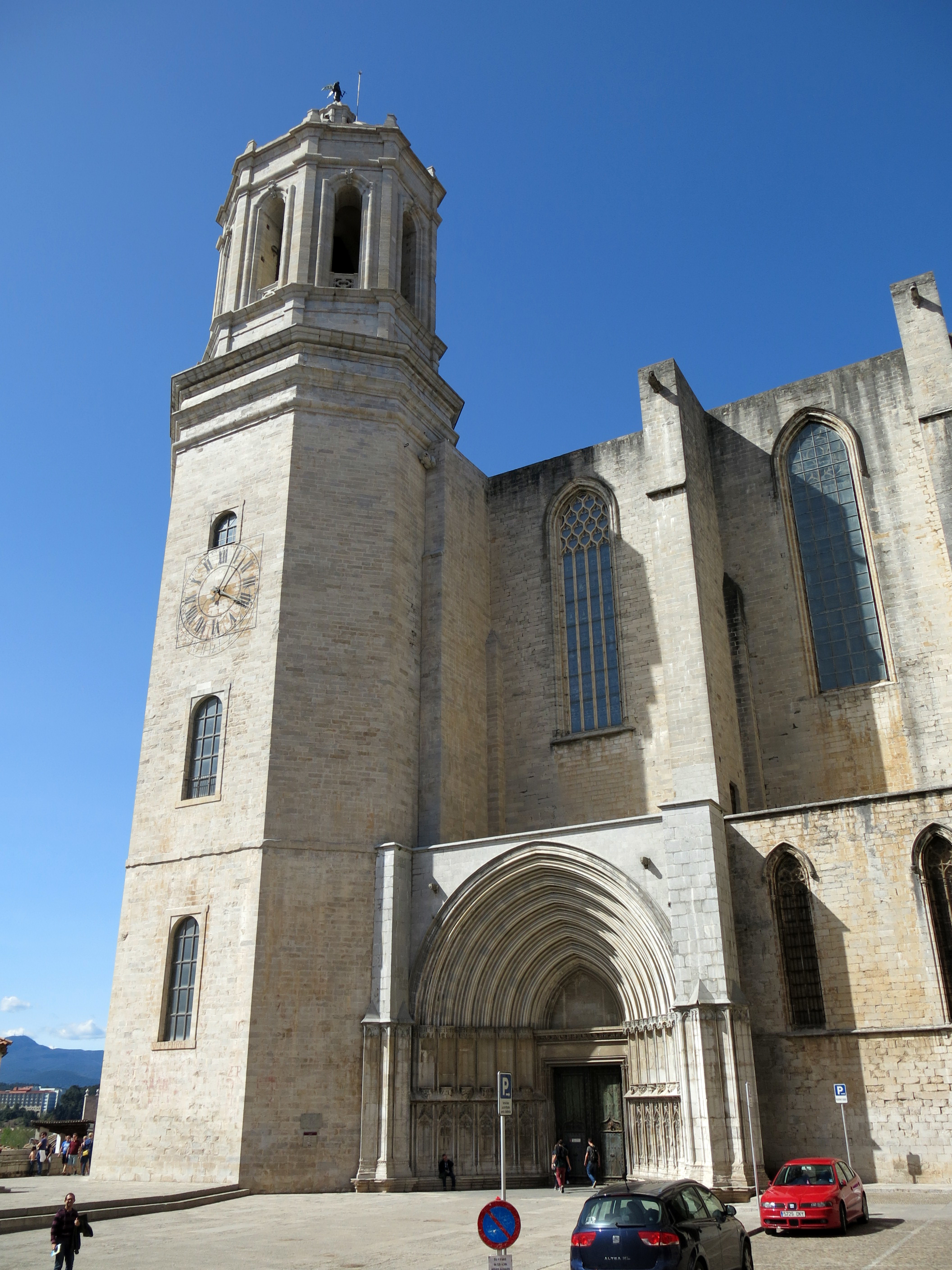
Südfassade der Kathedrale mit dem neuen Glockenturm (links) und dem Apostelportal (rechts)

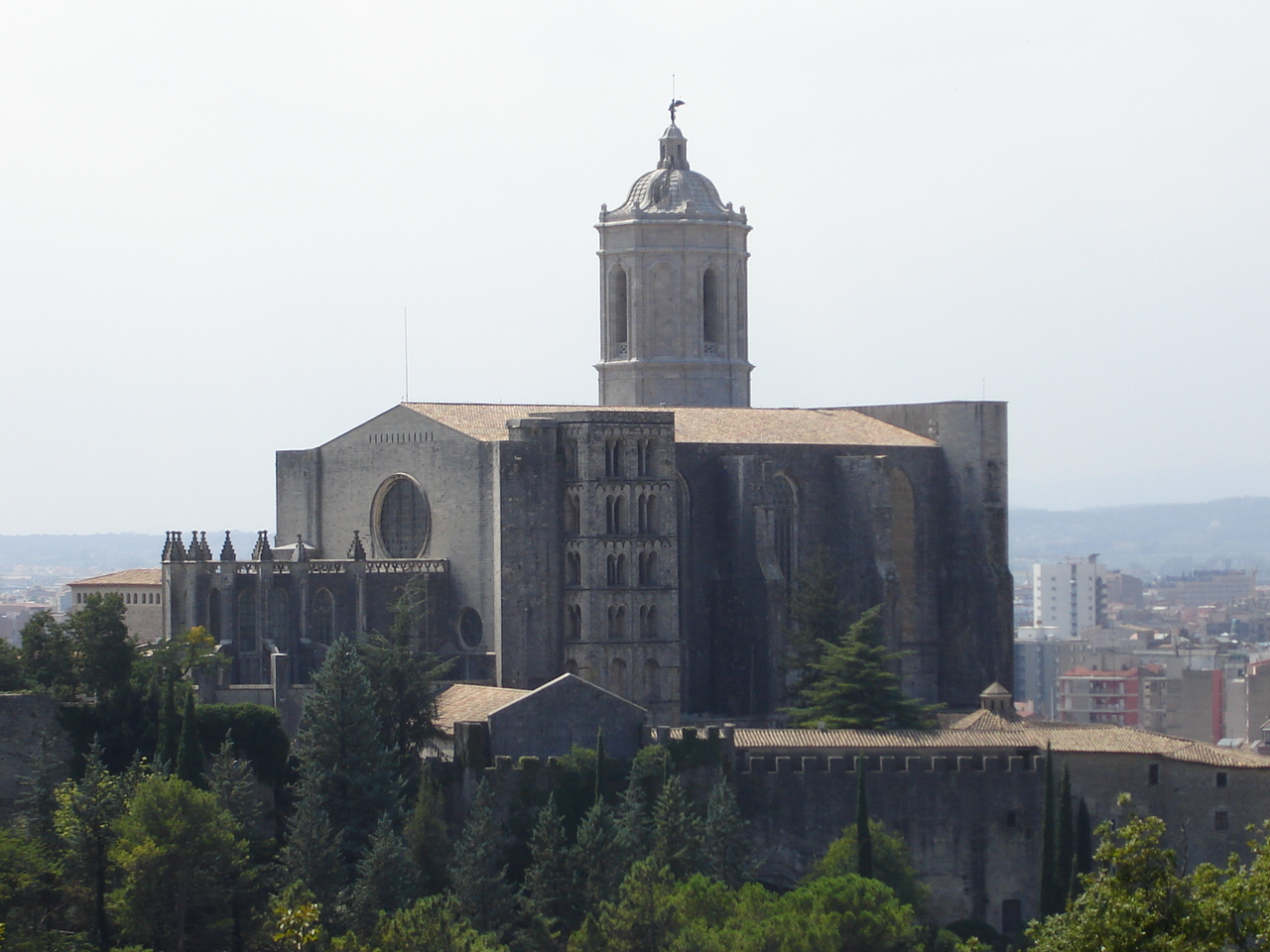
Nordfassade der Kathedrale, vorne der sogenannte "Turm Karls des Großen"

Grundriss der Kathedrale von Girona

Die Kathedrale Santa Maria von Girona ist die Haupt- und Bischofskirche des Bistums Girona in Katalonien, Spanien. Sie ist das absolut dominierende Bauwerk der Stadt Girona unabhängig davon, aus welcher Richtung man sie betrachtet. Sie steht außerhalb des alten Stadtzentrums auf dem Platz neben der Nordmauer, wo die Römer das Forum des alten Kastells Gerunda errichtet hatten. Sie stellt den obersten Punkt der terrassenförmigen, historischen Stadtbebauung dar, die sich über einen Felsabhang mit 60 Höhenmetern Unterschied auf 300 Metern Länge bis zum Fluss Onyar hinunter zieht.

## Baugeschichte
Der religiöse Bereich des römischen Forums von Gerunda ist der erste Baukomplex, der an der Stelle der heutigen gotischen Kathedrale errichtet wurde. Die wenigen Fundstücke architektonischer Dekoration dieses römischen Forums und Tempels werden in einen Bezug zu provenzalischen Werkstätten gebracht. Die Errichtung dieses Tempels wird vor diesem Hintergrund mit einiger Vorsicht auf den Beginn unserer Zeitrechnung gelegt. Prächtige Sarkophage mit christlichen Motiven aus dem 4. Jahrhundert lassen den Schluss zu, dass die tonangebenden Bürger der Stadt Girona bereits zu dieser Zeit zum Christentum übergetreten waren. Die erste Bischofskirche von Girona errichtete man wohl an der Stelle der dem heutigen Dom benachbarten Kirche Sant Feliu. Der römische Tempel wurde erst im 5. Jahrhundert als christliche Kirche genutzt.
Ab etwa 717 gehörte die Stadt Girona für höchstens 70 Jahre dem arabischen Kalifat von Córdoba an. Dieses hat aufgrund der unsicheren Grenzlage des Gebietes keine entscheidenden baulichen Neuerungen in der Stadt und am Tempeltableau unternommen. Im Jahr 785 nahmen karolingische Truppen die Stadt von den Mauren ein. Der Legende nach eroberte Karl der Große selbst dank eines Wunders die Stadt: Ein Regen aus Blutstropfen und eine leuchtendes Kreuz trieben die Mauren in die Flucht. Karl habe als Dank für diese göttliche Unterstützung eine Kathedrale errichten lassen und diese der Jungfrau Maria geweiht. Diese Legende erklärt die Verehrung Karls des Großen in der Kathedrale von Girona, die selbst auch als Thron, Turm oder Statue Karls des Großen bezeichnet wird. Die Einbeziehung Gironas in das Fränkische Kaiserreich brachte auch für den Tempelplatz bedeutende bauliche Veränderungen mit sich. Die Stadtmauern wurden um diesen Tempelplatz herum erweitert. Zu Beginn des 9. Jahrhunderts wurde der Tempel in eine christliche Kirche umfunktioniert und der Heiligen Maria geweiht. Dem noch bestehenden und modifizierten römischen Tempel wurde die Funktion einer Bischofskirche übertragen.
Erst zu Beginn des 11. Jahrhunderts ließ Bischof Pere Roger aus der Familie der Grafen von Carcassonne eine neue Kathedrale, einen Bischofspalast und eine Residenz für die Domherren bauen. Der Baubeginn der Kirche erfolgte im Jahr 1010. Die Kirche wurde am 21. September 1038 eingeweiht. Das einzige Langhaus war 60 Meter lang und wies eine äußere Breite von 14 Metern auf. Die Kirche verfügte über ein ausgeprägtes Querhaus. Sie hatte am Westeingang einen Portikus in Form einer hoch gebauten Kapelle und zwei Glockentürme. Einer dieser beiden Glockentürme, der sogenannte Turm Karls des Großen, ist heute noch erhalten. Das Bauwerk wurde mit Lang- und Querhaus noch im Stil der Romanik des 10. Jahrhunderts errichtet, obwohl eine Außendekoration der Lombardischen Romanik angebracht wurde. Dies zeigen uns heute noch die Blendarkaden, Lisenen und Zahnfriese des Turms Karls des Großen an.

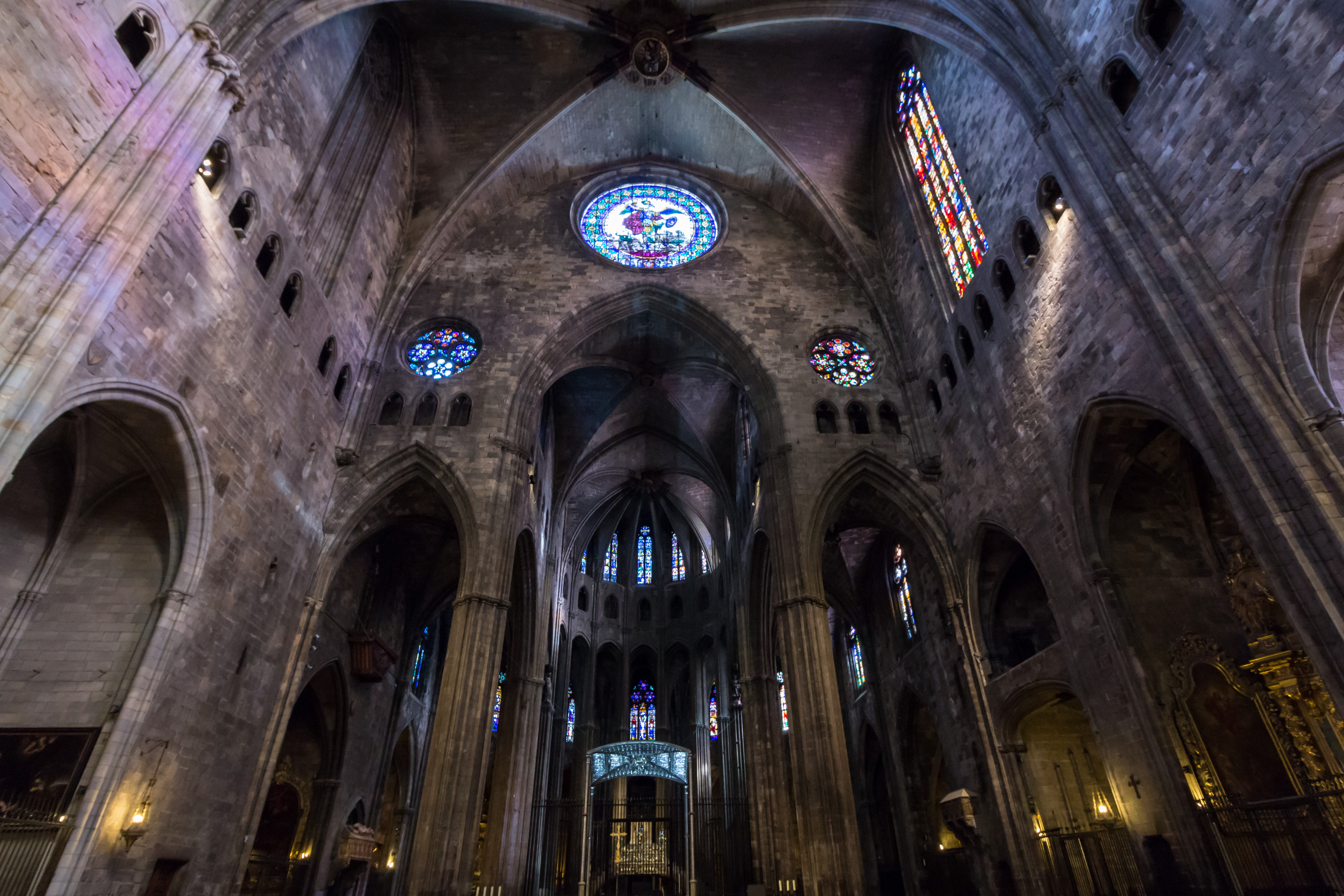
Innenansicht mit Hochaltar

Anfang des 14. Jahrhunderts trat wegen der drastisch gewachsenen Bevölkerung Gironas die Unzulänglichkeit dieses romanischen Kirchenbaues hervor. Bereits Ende des 13. Jahrhunderts hatte man Pläne für eine Erweiterung der Kathedrale entworfen. Ab 1312 wollte man zunächst eine neue Apsis mit Radialkapellen errichten. Noch bevor der Altar an seinen neuen Ort gebracht wurde, beschloss man 1347 weitere Um- und Neubauten der Kathedrale zunächst als moderne, einschiffige, dann als klassisch dreischiffige (1386) und schließlich doch als einschiffige (1416/17) Kirche. Die Bauarbeiten gingen nur sehr langsam voran. 1450 konnte man die ersten beiden Teilstücke des großen Gewölbes schließen. 1513 hatte man übergangsweise und provisorisch den neu erbauten gotischen Ostteil mit dem noch romanischen Westteil der Kirche verbunden. Diese seltsame anmutende Mischkonstruktion, in der sich das gotische Kirchengewölbe über die bestehende romanische Kirche schob, wurde von dem Maler Pere Mates auf einem um 1540 gefertigten Bild dargestellt. Ab 1577 konnte man den Bau zügiger fortsetzen und 1606 in einen einheitlichen Stil einer gotischen Kathedrale bringen. Dieses gotische Kirchenschiff der Kathedrale von Girona ist mit seiner Breite von 23 Metern das breiteste gotische Kirchenschiff der Welt. Es weist eine Höhe von 35 Metern auf. Nur das Mittelschiff der Sankt-Peter-Basilika in Rom übertrifft diese Höhe um drei Meter. Anschließend begann man mit dem Bau der Fassade, der schnell stockte und erst 1860 wieder aufgenommen wurde. Der Bau der Fassade konnte letztlich erst in den 1960er Jahren vollendet werden. 1701 riss man die Überbleibsel der romanischen Kathedrale im westlichen Innenhof ab. 1764 vollendete man den Glockenturm. 1975 brachte man die Archivolten am auf der Südseite gelegenen Apostelor an. Danach wurden keinerlei grundlegende Strukturänderungen an der Kathedrale mehr vorgenommen.

## Die Kathedrale von außen
Von der Gironeser Altstadt her kann man sich der Kathedrale aus zwei Richtungen nähern. Man kann einerseits vom Onyar her die eindrucksvolle breite, barocke Treppe in Richtung auf den Kathedralvorplatz auf die Westfassade zu hinaufsteigen. Man kann andererseits von Süden her auf das seitliche Aposteltor zulaufen. Den Blick auf Ost- und Nordfassade ermöglicht ein Spazierweg, der sogenannte Paseo Arqueológico zur ehemaligen Stadtmauer.

### Die Kathedrale von Westen

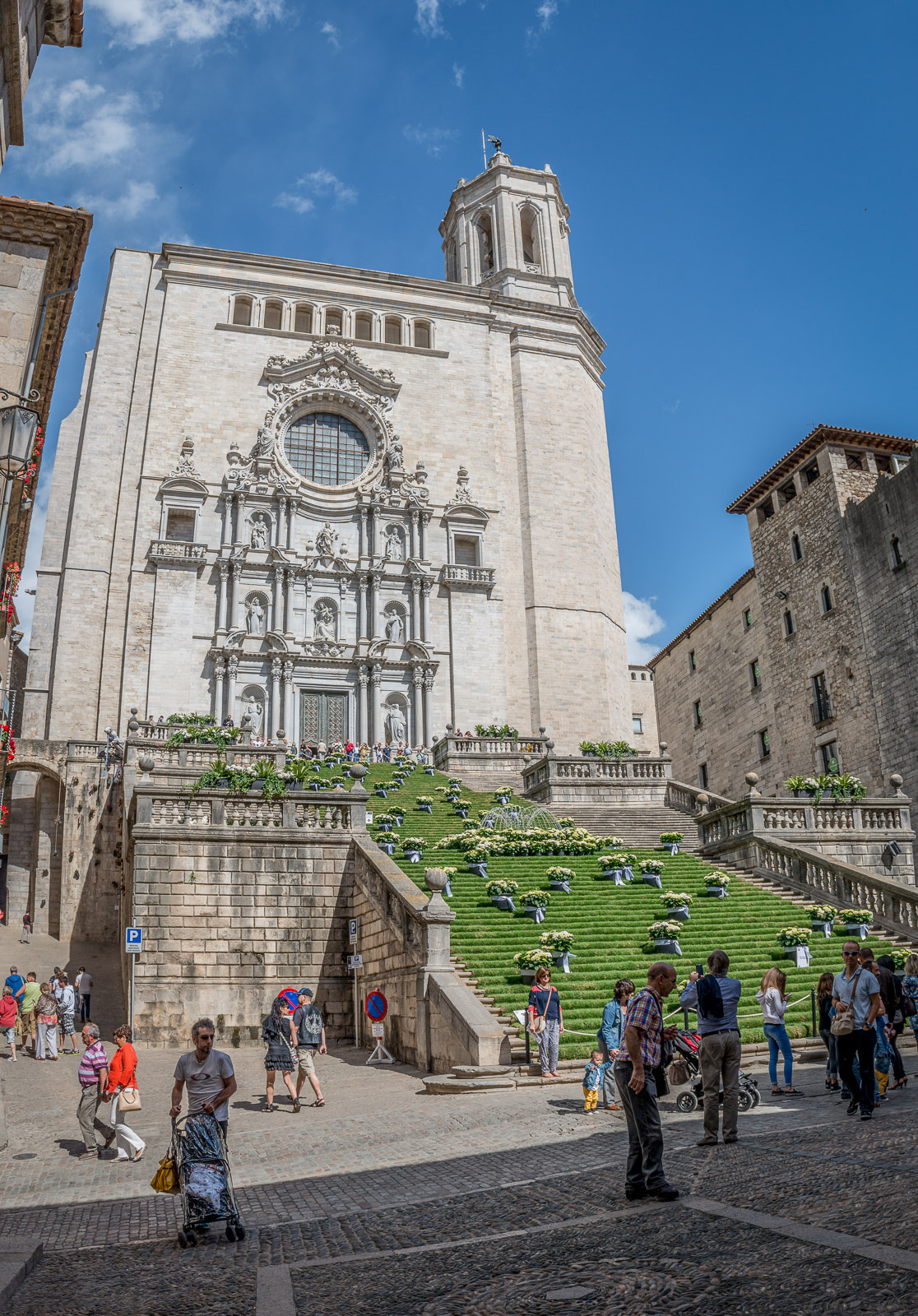
Westfassade und Treppe beim Blumenfest Temps de Flors 2015

Der Zugang von Westen bietet einen beeindruckenden Anblick auf die barocke Fassade und den Glockenturm hoch über dem gewaltigen Treppenaufgang. Der alte römische, beziehungsweise folgend der mittelalterliche Treppenaufgang wurde von 1690 bis 1694 von Bischof Miquel Pontich durch den imposanten, barocken Aufgang aus drei Abschnitten mit seitlichen Terrassen ersetzt.
Die Fassade bildet einen symmetrischen, barocken, drei-stöckigen Altar mit Säulen, Simswerk und Giebel aus. In der untersten Ebene sind rechts und links neben dem Eingangsportal die Apostel Petrus und Paulus angebracht. Darüber befinden sich der Heilige Josef mit dem blühenden Stab und der Heilige Jakob als Pilger. Zwischen beiden letzteren ist Muttergottes mit dem Kind angebracht. In der oberen Reihe befinden sich Johannes, der Evangelist, mit dem Adler als Emblem und Heilige Narcissus, der Schutzpatron der Stadt und der Diözese Girona. Diese Figuren wurden erst in den 1960er Jahren von zeitgenössischen, lokalen Künstlern geschaffen. Über den Statuenreihen ist die große Fensterrose positioniert. Diese wird von drei Skulpturen, die drei theologischen Tugenden Glaube, Hoffnung und Liebe, umgeben. Sieben Fenster schließen die Fassade nach oben hin ab.
Der Bau des Glockenturmes erfolgte ungefähr an derselben Stelle, an der der ursprüngliche, romanische Glockenturm stand. Im Jahr 1751 wurde erst der abschließende, achteckige Turmaufsatz mit kleinerem Grundriss aufgesetzt. Der Turm ist insgesamt 67 Meter hoch, trägt sechs Glocken, darunter die 1574 gegossene Beneta. Diese Glocke hat einen Durchmesser von 1,90 Meter, wiegt 4.800 Kilo und ist in Cis gestimmt.

### Die Kathedrale von Süden
Der Blick von Süden auf die Kathedrale lässt unwillkürlich das Apostelportal, mit großer Wahrscheinlichkeit der ehemalige Südeingang der romanischen Kirche, in die Augen springen. Das Portal wurde 1370 unter Leitung des Steinmetzes Pere Sacoma bis auf die Höhe der Baldachine über den Figurennischen fertiggestellt. Jedoch fehlen heute die zwölf Begleiter Jesu. Die Tonstatuen wurden in den ikonoklastischen Wirren des beginnenden Spanischen Bürgerkrieges im Jahr 1936 zerstört. Nur zwei dieser Figuren, der Heilige Petrus und der Heilige Paulus sind erhalten geblieben und stehen heute am Eingang der Kapitelsäle. Im Jahr 1975 nahm man die Arbeiten am Portal wieder auf und errichtete die riesigen Archevolten. Neben dem Aposteltor stechen die mächtigen seitlichen Strebepfeiler der gotischen Kathedrale unmittelbar in die Augen. Der auf der Südseite der Kirche gelegene Apostelplatz wird nach Osten hin durch den Bischofspalast (Palau Episcopal) abgeschlossen. Dieser mächtige, seitlich direkt an das Kirchenschiff angebaute Komplex beherbergt heute das Kunstmuseum von Girona (Museu d'Art de Girona).

### Die Kathedrale von Osten

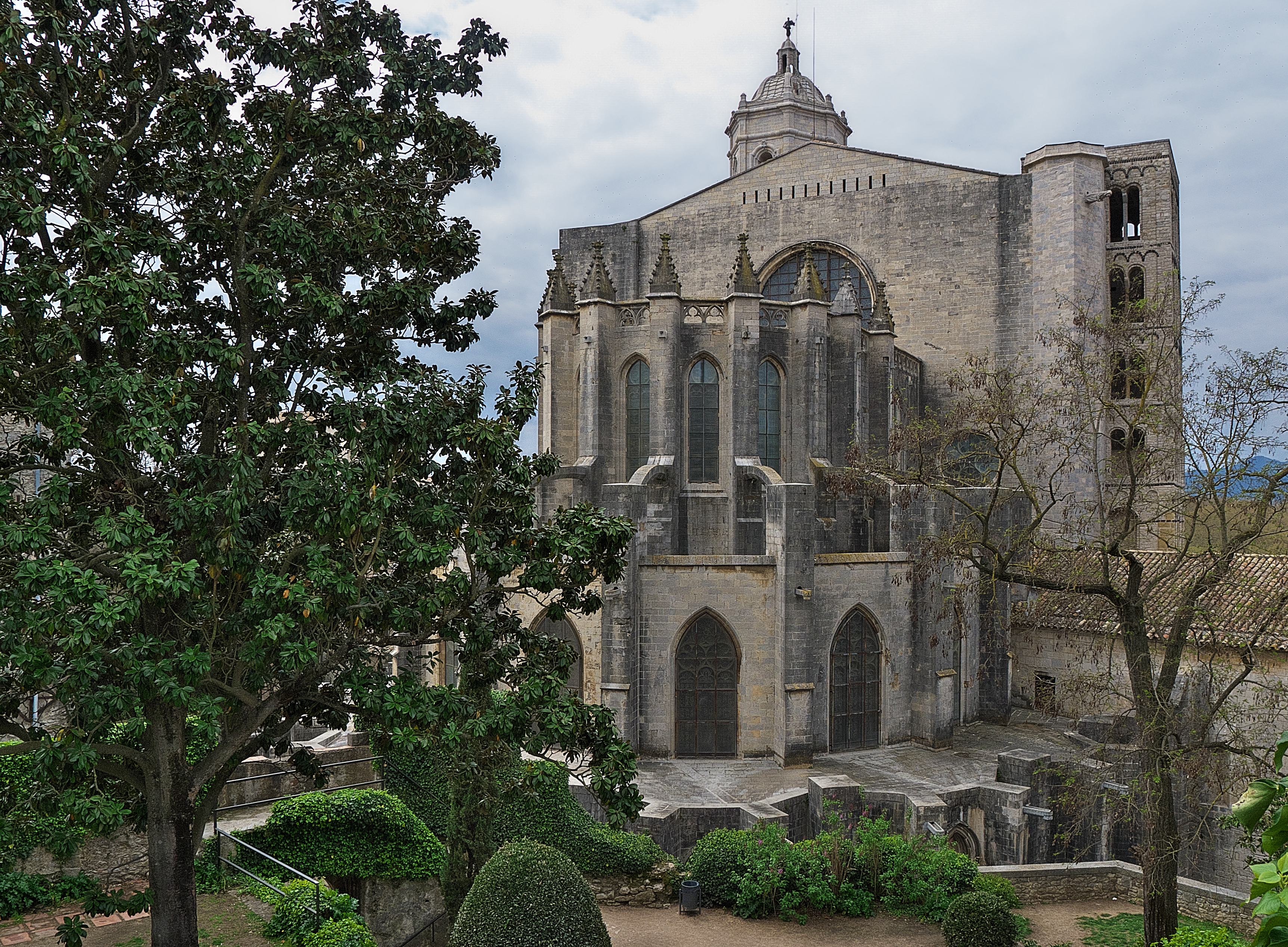
Apsis der Kathedrale (Ostseite) mit dem Turm Karls des Großen (rechts)

Geht man über den Apostelplatz die Straße weiter Richtung Osten, die unter dem Bogen des Bischofspalastes hindurchführt, gelangt man zur gotischen Apsis. Von der Ostseite her wird die Struktur des Gesamtgebäudes deutlich. Deutlich wahrnehmbar sind zwar die vertikalen Linien der Strebepfeiler. Diese und die schmalen Fenster über dem Altarumgang vermögen aber gegen die horizontalen Linien der dazwischen angeordneten Terrasse keinen wirklich aufstrebenden Impuls zu bewirken. Man sieht die klaren Abstufungen zwischen dem Langschiff, dem Altarumgang und den Radialkapellen. Diese starke Betonung der horizontalen Bauelemente ist eine Charakteristik der katalanischen Gotik. Rechts neben der Apsis befindet sich die Klosterkapelle, die für tägliche Gottesdienste genutzt wird.

### Die Kathedrale von Norden
An das Längsschiff von Norden her angrenzend steht der Turm Karls des Großen (Torre de Carlemany), einer der beiden Glockentürme der romanischen Vorgängerkirche. Diesen hatte man wegen seiner besonderen Schönheit und Standfestigkeit mit in das gotische Bauwerk einbezogen. Vom nördlich gelegenen Hang des Montjuïc eröffnet sich dem Betrachter ein herrlicher Blick auf die Nordfassade der Kirche. Folgt dieser dem einleitend schon genannten Archäologischen Weg weiter, sieht er die nördliche Stadtmauer, die gleichzeitig die Begrenzung der Domanlage darstellt.

## Das Innere der Kathedrale

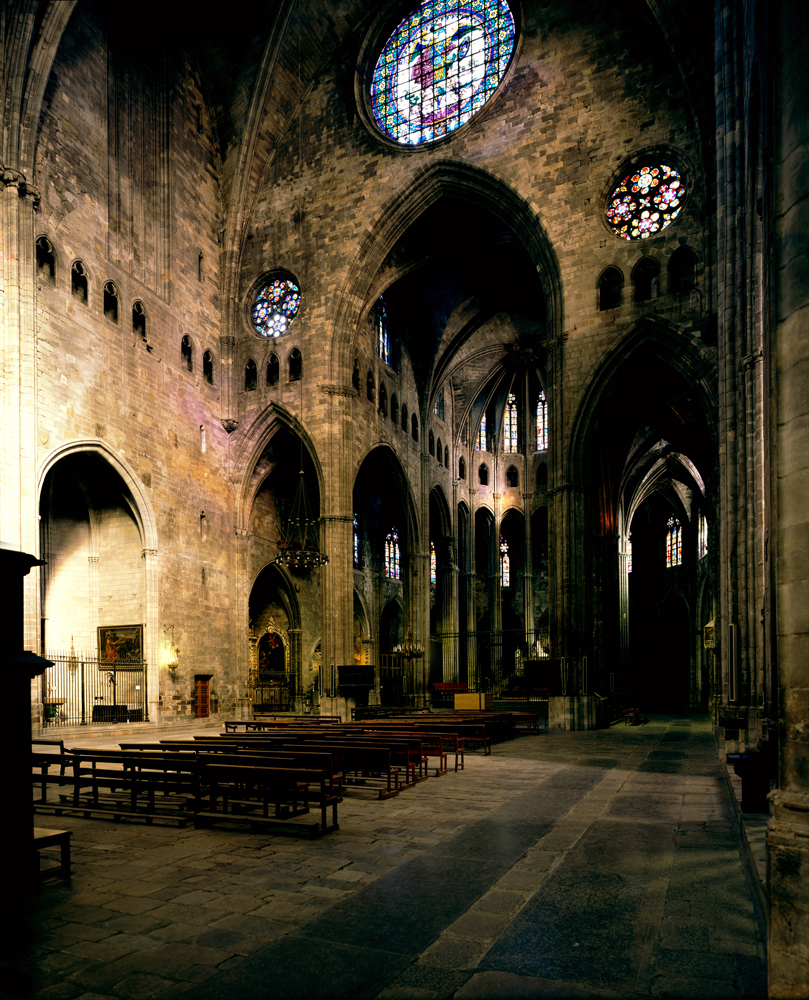
Innenansicht

Viele Besucher berichten vollkommen gegensätzliche Empfindungen auf das Äußere beziehungsweise auf den Innenraum der Kathedrale. Außen bietet das Bauwerk beeindruckende, schwer lastende Volumina. Betritt man dann durch das nördliche Sankt-Michaels-Tor die Kathedrale, scheinen die voluminösen Massen zu verschwinden. Dem Betrachter eröffnen sich ungewöhnlich weit geöffnete Räume, rechterhand das Langschiff, linkerhand der Altarraum der Kirche.

### Das Längsschiff
Das mit 23 Metern Spannweite weltweit breiteste gotische Gewölbe besteht aus vier Jochen mächtiger, trotz der langen Bauzeit im Stil einheitlicher Kreuzrippengewölbe. Diese Gewölbe zeichnen sich durch eine nüchterne, aber doch grazile Linienführung aus, die deutlich moderner ausgelegt ist, als die Gestaltung der Gewölbe im Altarraum. Die Außenmauern dieses Langschiffes sind schlicht und einfach gestaltet. Der untere Bereich enthält Kapellen und Öffnungen des Kirchenbaus nach außen. Darüber folgt eine Reihe mit kleineren spitzbogenförmigen Öffnungen, die die dritte Ebene mit den großformatigen Kirchenfenstern von der unteren Kapellen-Ebene trennt. Dieses stark reduzierte Triforium fungiert eher als ästhetisches Gliederungselement denn als Zugangsweg in den Altarraum. Es betont die Horizontale, wie dies in der Gotik des Mittelmeerraumes sehr üblich ist. Im Gipfelpunkt der Kreuzrippengewölbe finden sich vier abschließende Steinringe, die mit polychromen Holzschnitzereien verziert sind. Von Osten nach Westen sind dies die Muttergottes mit dem Kinde, der himmlische Vater, der Heilige Petrus und der Heilige Benedikt dargestellt.

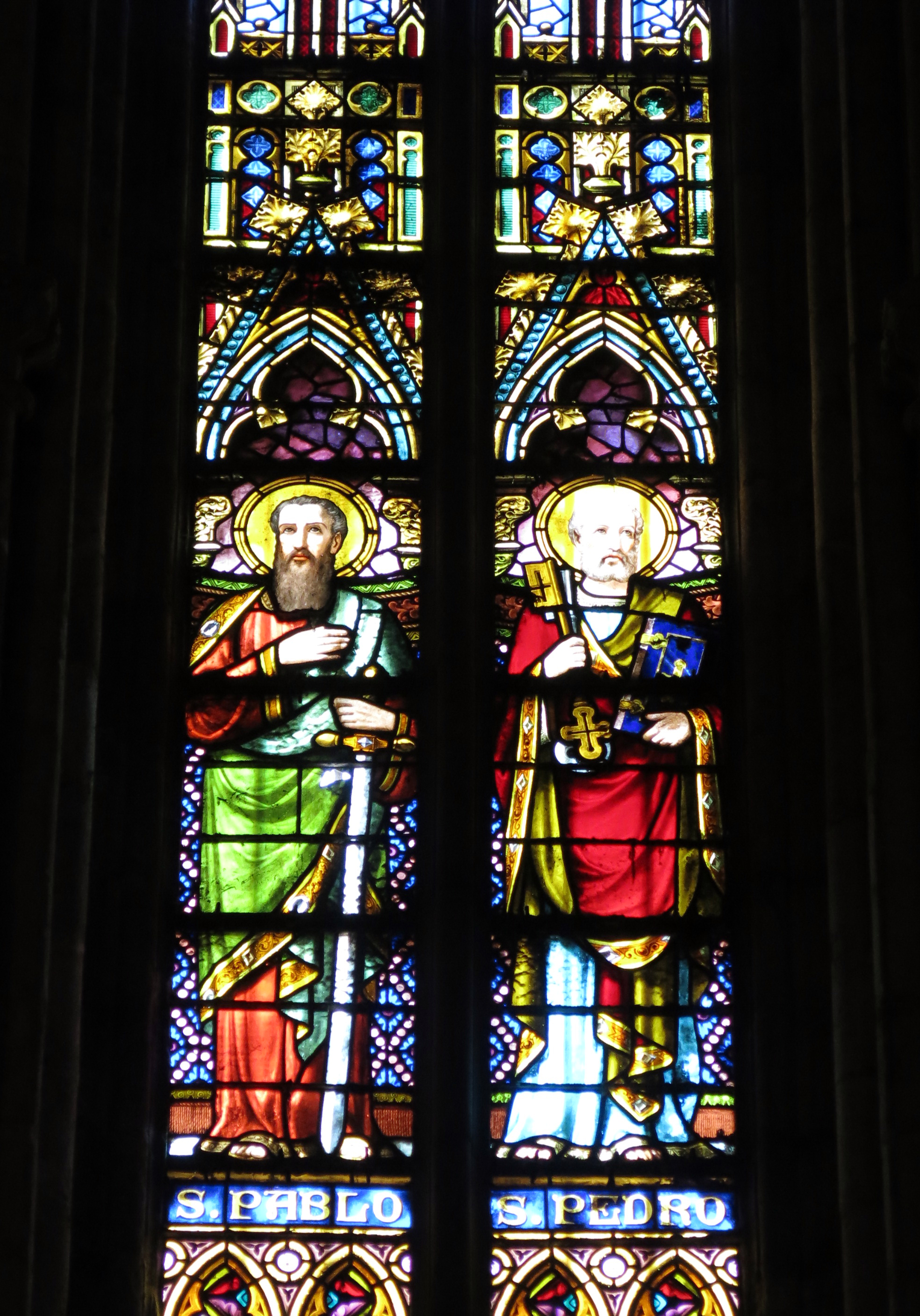
Petrus und Paulus (Ausschnitt aus dem Apostelfenster)

Zwischen dem Längsschiff und dem Altarraum besteht ein immenser Höhenunterschied. Dieser Höhenunterschied wird originell mit drei Fensterrosen in der das Langschiff abschließenden Wand überbrückt, zwei kleineren, basalen auf der Nord- und Südseite und einer großen, zentralen in der Spitze des Gewölbes. Diese Fensterrosenwand wirkt licht, hell und grazil. Die zuletzt genannte, 1528 fertiggestellte, zentrale Ostrose zeigte ursprünglich eine Szene aus dem Letzten Gericht. Dieses Kirchenfenster wurde 1694 zerstört und durch die heutige Darstellung des Erzengel Michael ersetzt. Die beiden kleineren Seitenrosen haben das Originalmaßwerk aus dem 15. Jahrhundert beibehalten.
Die außergewöhnlichen Dimensionen des Langschiffes erlaubten große Kirchenfenster. Die beiden ältesten Fenster befinden sich auf der Südwand, von Osten her zunächst das Apostelfenster und dann das Sybillenfenster. Die restlichen im Längsschiff verbliebenen Kirchenfenster sind neugotischen Ursprungs. Die nordöstlichen und die südwestlichen Fensteröffnungen waren nie mit bunten Glasfenstern ausgestattet, da der Turm Karls des Großen und der aktuelle Glockenturm keinen geeigneten Lichteinfall zuließen.

### Der Kapellenumgang
Um den großen Raum der Kathedrale reihen sich 29 Kapellen inklusive der Klosterkapelle und drei Portale. Vor allen Dingen in den Kapellen befinden sich sehr viele Kunstwerke. Für jede Kapelle wird folgend das Fertigstellungsjahr in Klammern angegeben. Lediglich für die beiden Kapellen der Westfront ist wegen ihrer äußerst langen Bauzeit das Beginn- und das Fertigstellungsjahr angegeben. Insgesamt ist an den Fertigstellungsjahren der Kapellen der Zeitrahmen erkennbar, in dem die einzelnen Teile der Kathedrale erstellt wurden. Die Fertigstellungsjahre der Kapellen nehmen von der östlich gelegenen Apsis zur Westfassade mit dem Baufortschritt zu. Die Kapellen sind in folgender Zusammenstellung von der links neben dem westlichen Portal gelegenen Kapelle 1 der Unbefleckten Empfängnis über die Nordseite, den Altarumgang mit der Kapelle 15, der Gregorianischen Kapelle, als Scheitelpunkt und die Südseite bis zur abschließenden Kapelle 29 Mariä Verkündigung auf der Westseite im Uhrzeigersinn durchnummeriert.

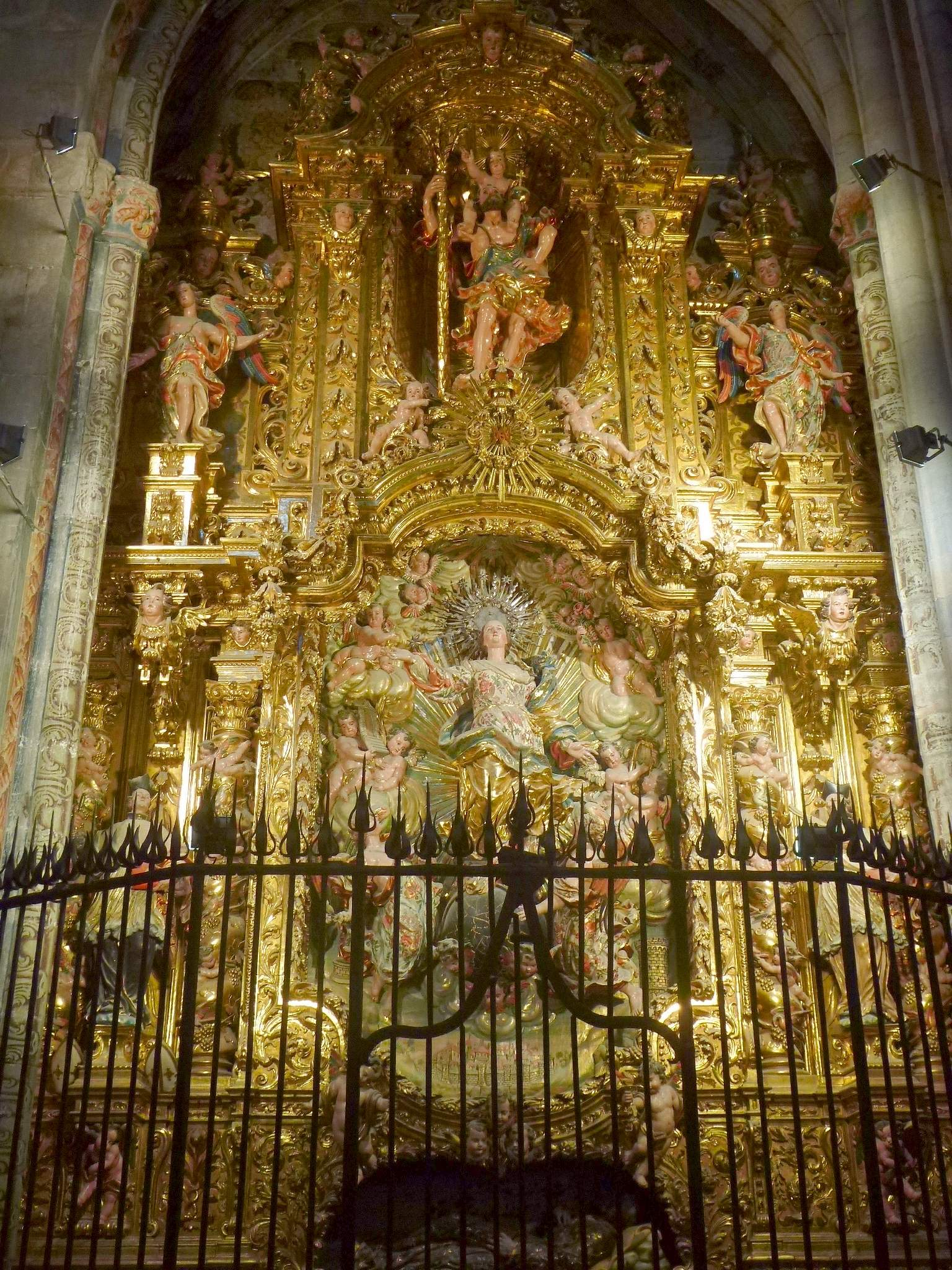
Kapelle der Unbefleckten Empfängnis

#### Die Kapellen im Einzelnen

##### Kapellen der Westseite 1
- Kapelle 1 (1589/1708): Die Kapelle der Unbefleckten Empfängnis der Westfassade enthält einen wunderschönen Barockaltar der Unbefleckten Empfängnis Mariens, der von dem katalanischen Bildhauer Pau Costa (1663/1672 – 1626/1727) 1719 gefertigt wurde. Pau Costa hat viele weitere Kunstwerke für diese Kathedrale geschaffen.

##### Kapellen der Nordseite
- Kapelle 2 (1458): Die erste Kapelle der Nordseite ist dem Heiligen Paulus geweiht. Diese Kapelle wird heute als Bischofskapelle bezeichnet, da sich in ihr das Grabmal von Bernat de Pau, 1436 bis 1457 Bischof von Girona und gleichzeitig Stifter dieser Kapelle, befindet. Dieses spätbarocke Grabmal ist das bedeutendste Grabmal in der Kathedrale und eines der wichtigsten in gesamt Katalonien. Von Friesen eingerahmt halten im unteren Bereich vier Engel zwei Wappen des Bischofs mit der Mitra darüber. Dazwischen halten zwei weitere Engel das Buch mit der Grabinschrift. Die feierlich gekleidete Liegestatue des Bischofs wird von weiteren Engelfiguren getragen. Im oberen Teil des Grabmales wird die Seele des Verstorbenen von vier Engeln in den Himmel geleitet. Das ganze Grabmal ist von Friesen und einem Bogen mit feinem Maßwerk umrahmt. Dieses Grabmal aus Alabaster und Stein aus der Gegend um Girona wird heute als Werk eines anonymen Künstlers angesehen, der die nordeuropäische Bildhauerkunst sehr gut kannte.

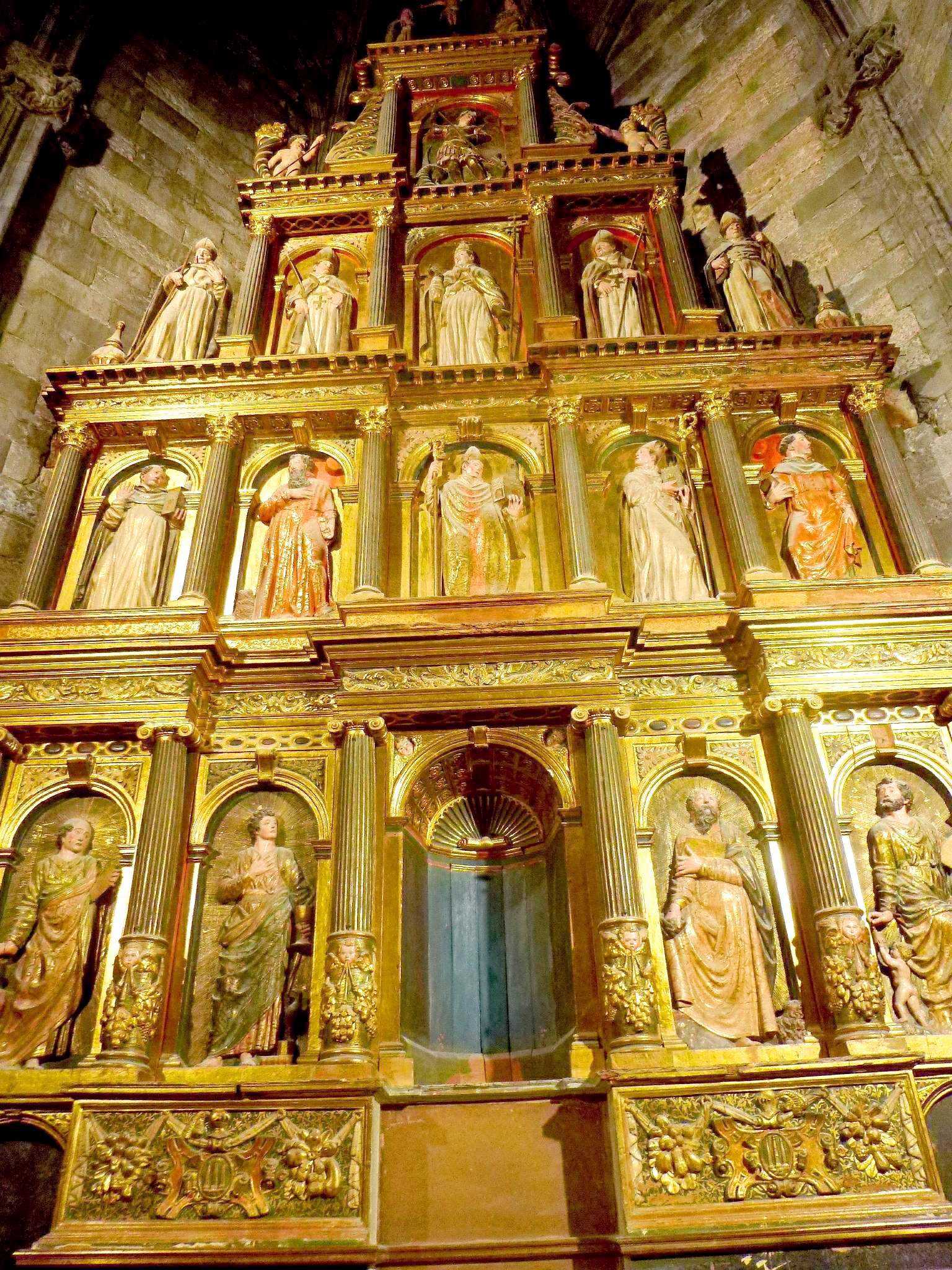
Altar der Hl. Kirchenlehrer von Joan Merla und Pere Martínez

- Kapelle 3 (1528): Die zweite Kapelle auf der Nordseite ist den Heiligen Kirchenlehrern geweiht. Den Altar schuf der Kunstschreiner Joan Merla aus Barcelona zwischen 1597 und 1607. Der Barceloneser Pere Martínez[7] gab ihm seine Farb- und Goldfassung. Auf drei Ebenen sind in Nischen die Kirchenlehrer dargestellt. Auf der zweiten Ebene sind unter anderem der Heilige Thomas von Aquin, der Heilige Hieronymus und der Heilige Bonaventura sehen, auf der dritten Ebene heiliggesprochene Bischöfe wie Augustinus von Hippo, Ambrosius von Mailand und Päpste wie Gregor der Große und Leo der Große.

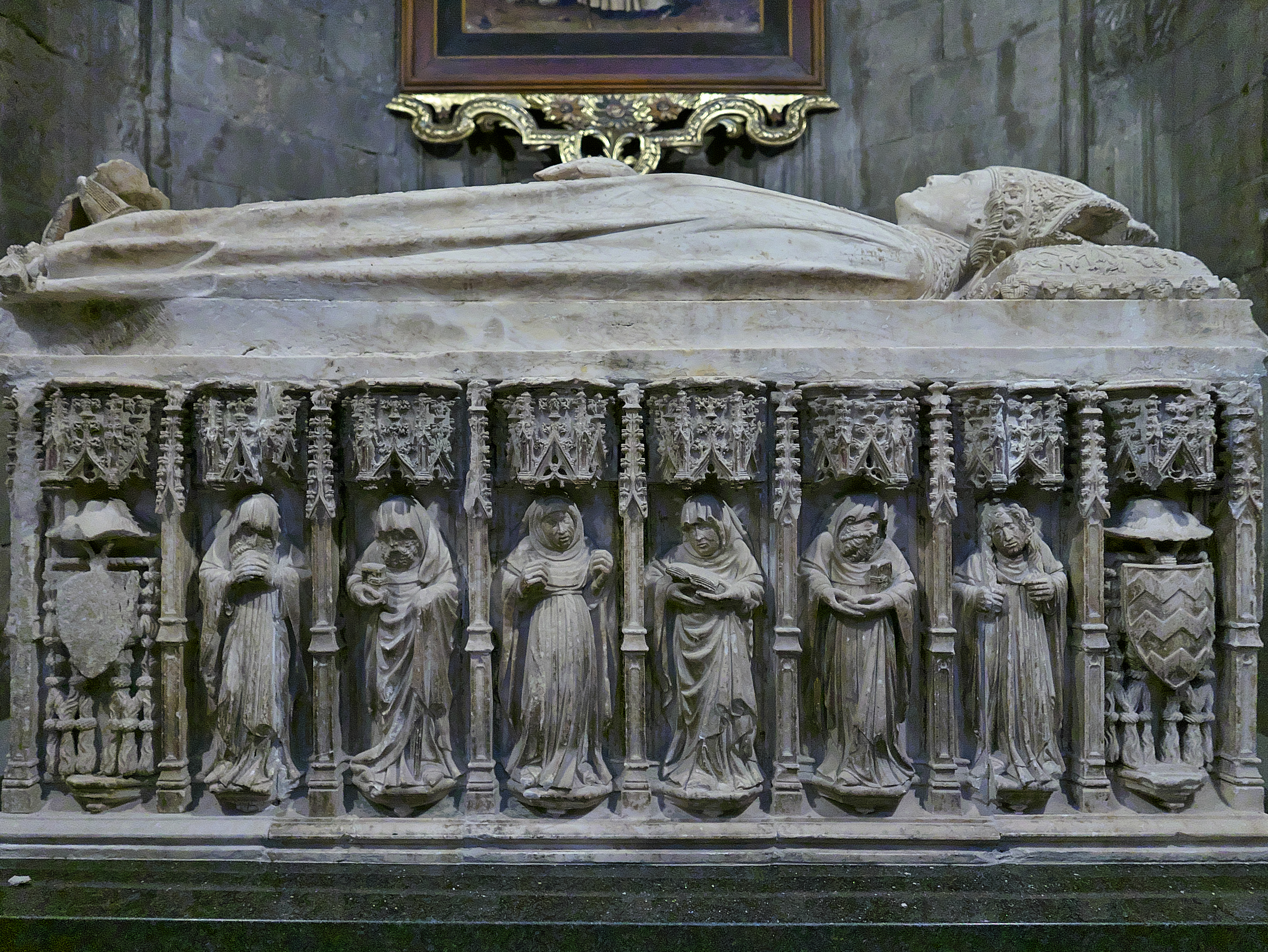
Grab des Kardinals Berenguer d’Anglesola von Pere Oller

- Kapelle 4 (1491): Die dritte Kapelle der Nordfront ist der Heiligen Elisabeth, der Mutter Johannes des Täufers, geweiht. In dieser nach Osten an das Michael-Portal angrenzenden Kapelle befindet sich das gotische Grabmal von Kardinal Berenguer d’Anglesola als Liegestatue, das von Pere Oller, einem der bekanntesten katalanischen Bildhauer des 15. Jahrhunderts, geschaffen wurde. Berenguer d’Anglesola war von 1384 bis 1408 Bischof von Girona.

- Kapelle 5 (1369): Östlich schließt die Allerheiligenkapelle von 1369 als vierte Kapelle der Nordfront an das Michael-Portal an. Der Altar dort stammt aus dem Jahr 1619. An der rechten Wand befindet sich das Grabmal Bernat de Vilamarís, der von 1292 bis 1312 Bischof von Girona war.

- Kapelle 6 (1376): Die fünfte Kapelle der Nordfront war ursprünglich der Heiligen Martha und dem Heiligen Bernhard geweiht. In dieser Kapelle befinden sich Grabmale der Bischöfe Pere de Rocabertí (1318–1324) auf der rechten und Guillem de Vilamarí (1312–1318) auf der linken Seite, die von dem Baumeister der gotischen Apsis Jaume de Faveran gefertigt wurden. Der von Lluís Borrassà 1388 gefertigte Bernhard-Altar ist nicht mehr erhalten. Die Figur des Heiligen Josefs ist erst nach dem spanischen Bürgerkrieg, also nach 1939, hier positioniert worden.

- Kapelle 7 (1367): Die sechste Kapelle auf der Nordseite war zunächst alleine der Heiligen Maria Magdalena geweiht. Im 19. Jahrhundert kam die Verehrung der Barceloneser Mare de Déu de la Mercè hinzu. Heute befindet sich in dieser Kapelle das Retabel des Heiligen Raphael, das vorher in einer Kreuzgangkapelle gestanden hat.

- Kapelle 8 (1367): Die siebte Kapelle der Nordseite war ursprünglich dem Heiligen Stephan, dem ersten Märtyrer des Christentums, geweiht. Die Kapelle grenzt direkt an den Turm Karls des Großen, den noch bestehenden Glockenturm der ursprünglichen romanischen Basilika, an. Heute wird in dieser Kapelle der Unbefleckten Empfängnis Mariens gedacht. Dies entspricht der dort stehenden Purissima, die 1886 dorthin mit einem neuen Altar verbracht wurde. Dieser Altar ist in den ikonoklastischen Wirren des beginnenden Spanischen Bürgerkrieges abhandengekommen.

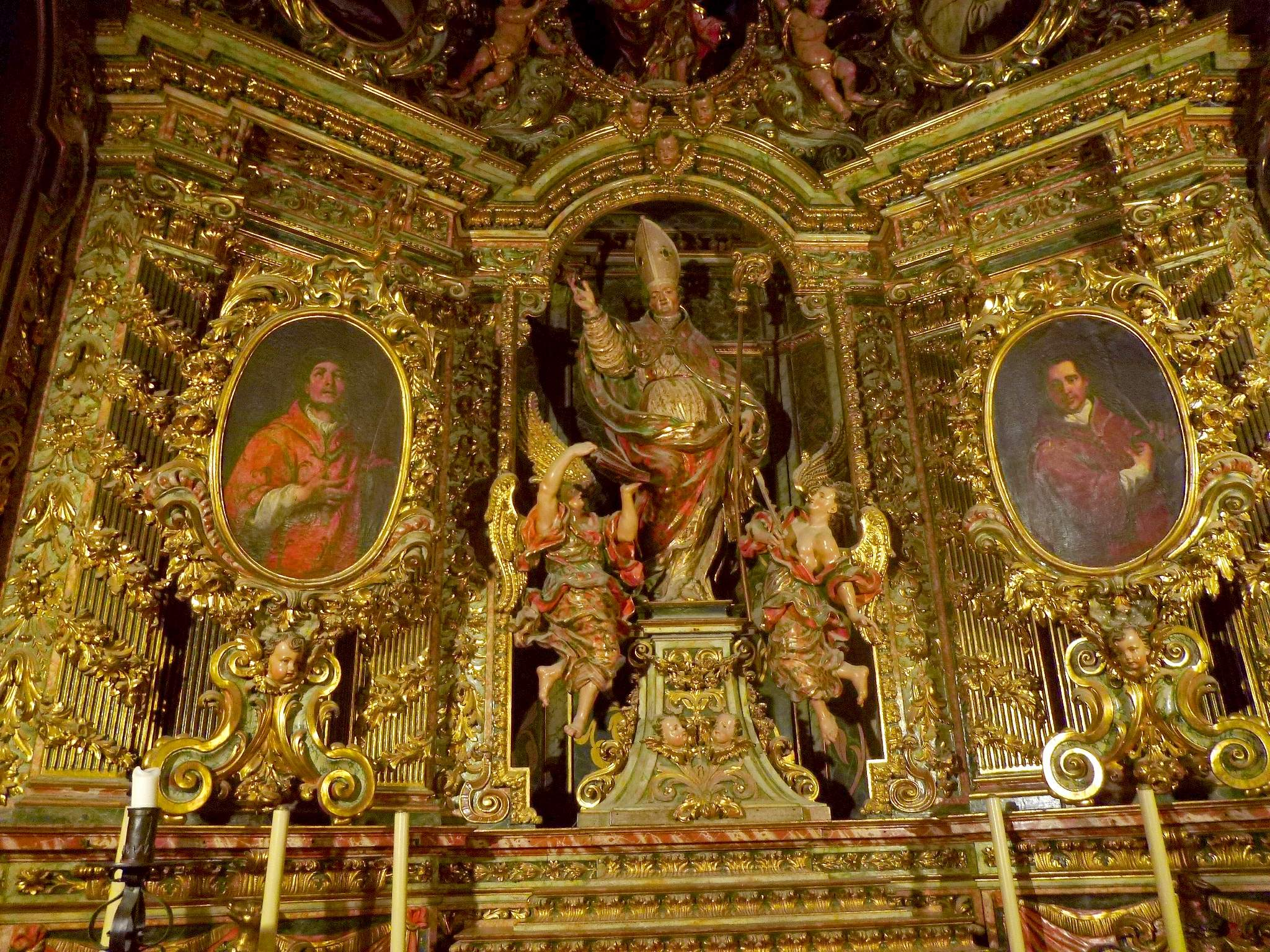
Altar des Hl. Narcissus

- Kapelle 9 (1331): Die achte Kapelle der Nordseite ist dem Heiligen Andreas und Heiligen Restitutus gewidmet. In dieser Kapelle steht der barocke Narcissus-Altar. Diesen Altar hat ebenfalls der bereits erwähnte Bildhauer Pau Costa in den Jahren 1718 bis 1724 geschaffen. In diesem Altar findet sich in der Mitte die Figur des Heiligen Narcissus und oben die Figur des Heiligen Andreas. Darüber hinaus sind vier Bilder des katalanischen Barockmalers Antoni Viladomat in den Altar integriert, von links oben im Uhrzeigersinn: die Heilige Theresa von Avila, die Barceloneser Heilige Maria von Cervelló, der Heilige Laurentius und der Heilige Felix von Girona. Zwei weitere Viladomat-Bilder hängen an den Seitenwänden. Auf der linken Seite wird das Martyrium des Heiligen Narcissus dargestellt, auf der rechten Seite das sogenannte Fliegenwunder. Nach der Legende schändeten Truppen des französischen Königs Philipp III. den unversehrten Leichnam des Heiligen Narcissus. Der Heilige wehrte sich, indem er eine unermessliche Anzahl fürchterlicher Fliegen seinem Grabe entsteigen ließ, die die Angreifer stachen und bissen. Die Angreifer und auch König Philipp III. erkrankten und starben daran.

- Kapelle 10: Nach der Zugangspforte zum Turm Karls des Großen öffnet sich die Klosterkapelle. Diese Kapelle leitet sich von dem ehemaligen, an den Kreuzgang angrenzenden Dormitorium, dem Schlafsaal der Kanoniker, her. Hier finden heute die täglichen Lesungen, Laudes und Messen statt. In dieser Kapelle steht der Präsidialstuhl, der ehemalige Hauptsitz des Chorgestühls. Dieser spezielle Chorstuhl ist eine Holzschnitzerei des Bildhauers Aloi de Montbrai von 1351. Die Stuhlwangen sind mit vier großen Voluten verziert. An den oberen Voluten befinden sich musizierende Engel. In der Mitte sind die Jungfrau Maria und Karl der Große angebracht. Auf den unteren Voluten befindet sich ein Bischof und sein Akolyth, der ihm den Bischofsstab und bischöfliches Wappen hält. Über dem Kapelleneingang ist außen die Liegestatue von Ramon Berengar II. in voller Rüstung angebracht. Dieses Werk hat der Baumeister und Bildhauer Guillem Morell im Jahr 1385 geschaffen. Diese Liegestatue hatte ursprünglich das Grab Ramon Berengars II. im Portikus, dem Eingangsbereich der romanischen Vorgängerkirche, überdeckt. Sie wurde 1385 ins Innere des gotischen Kirchenbaues verlegt.

##### Kapellen des Altarumganges
- Kapelle 11 (1338): Die erste Kapelle des Altarumgangs ist den heiligen Märtyrern Germanus, Paulinus, Justus und Sicius geweiht. Dort steht das Sarkophag der Heiligen, ein frühgotisches Werk aus der Zeit vor 1350 aus Gironeser Stein mit Emaille und Reliefs geschmückt, das italienischen Einfluss verrät. Das mittlere Relief zeigt Maria mit dem Kinde. Rechts und links sind die Heiligen mit ihren Marterinstrumenten abgebildet. Im Jahr 1659 hat man diesem Sarkophag vier holzgeschnitzte Köpfe aufgesetzt. In dieser Kapelle befinden sich auch die Grabmale der Bischöfe Arnau de Mont-rodon (1335–1348) auf der linken und Bertrán de Mont-rodon (1374–1384) auf der rechten Seite, Werke eines uns unbekannten Künstlers. Bischof Arnau weihte diese Kapelle im Jahr 1345 der Verehrung Karls des Großen. Dieser extreme Kult um den Frankenkönig auf Basis der alten Legende um die Rückeroberung der Stadt Girona und die Gründung der Kathedrale wurde erst von Papst Sixtus IV. (1471–1484) ausgesetzt und verboten.

- Kapelle 12 (1317): Die Kapelle der Heiligen Margareta enthielt früher einen Altar vom Anfang des 14. Jahrhunderts. Dieser Altar gilt heute als verloren.

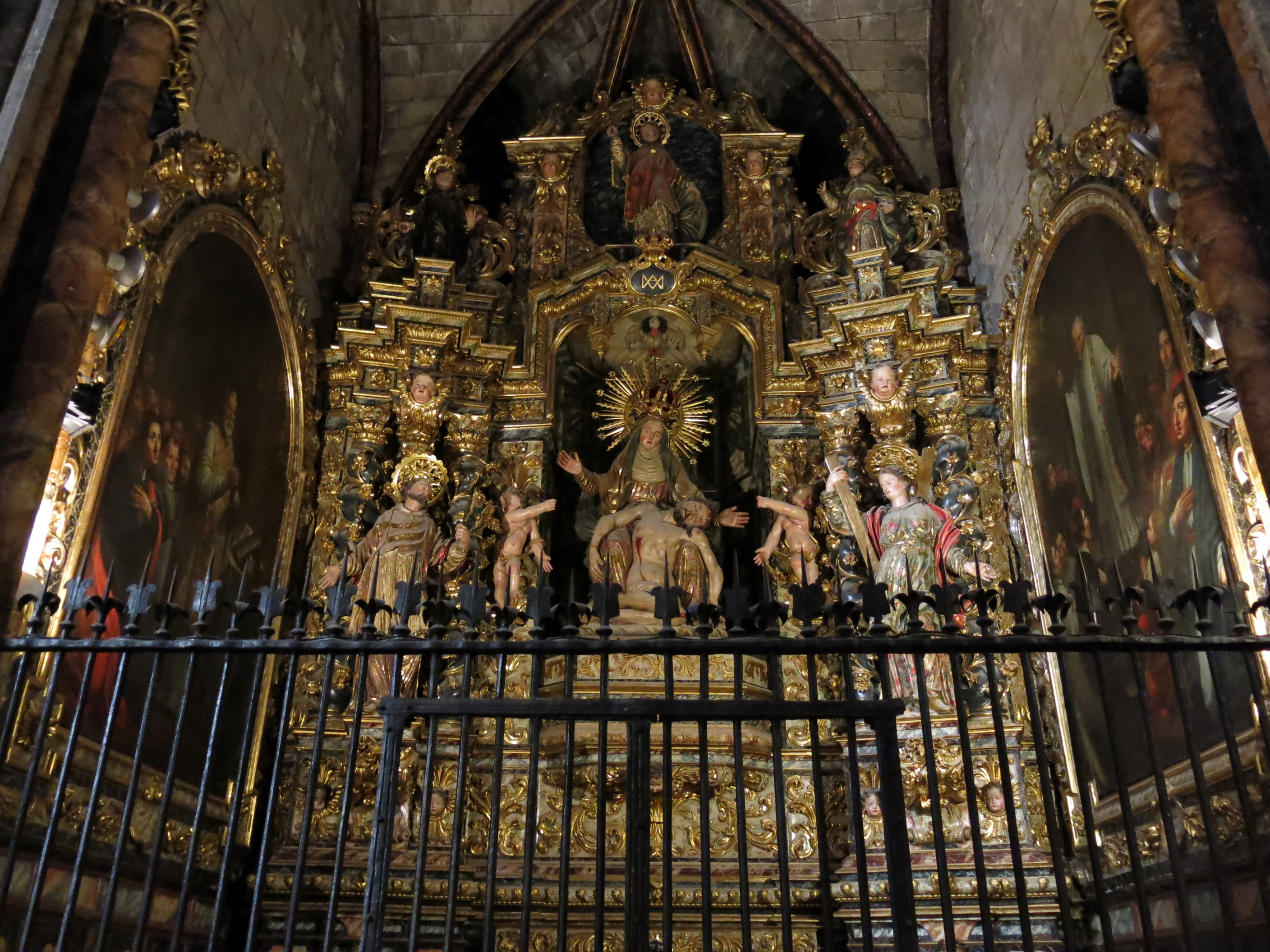
Kapelle der Schmerzen oder des Hl. Vinzenz

- Kapelle 13 (1319): Die dritte Kapelle des Altarumgangs ist dem Heiligen Vinzenz geweiht. In ihr befindet sich ein Altar mit der Mater Dolorosa, ein Werk des bereits genannten Bildhauers Pau Costas von 1717. Links neben der Marienfigur befindet sich eine Figur des Heiligen Vinzenz von Paul, rechts davon eine Figur der Heiligen Eulalia, darüber der Titularheilige Vinzenz von Valencia begleitet von der Heiligen Lucia und einem Bischof auf der rechten Seite. Auf den Seitenwänden hängen Gemälde des ebenfalls schon genannten katalanischen Malers Antoni Viladomat beziehungsweise Werke aus seiner Werkstatt: Linkerhand die Messe des Heiligen Philipp Neri und rechterhand die Predigt des Vinzenz von Paul.

- Kapelle 14 (1319): Die vierte Kapelle des Altarumgangs ist der Heiligen Anna gewidmet. Hier steht ein Altar aus dem Jahr 1777.

- Kapelle 15 (1316): Die Gregorianische Kapelle, früher auch Corpus-Christi-Kapelle genannt, ist die 5. und mittlere Kapelle im Umgang. Von hier aus hat man einen exzellenten Blick auf den Hintereingang des Altarraumes und kann die Rückenlehne des Throns Karls des Großen in Augenschein nehmen. In ihr befindet sich ein Altar aus dem 17. Jahrhundert.

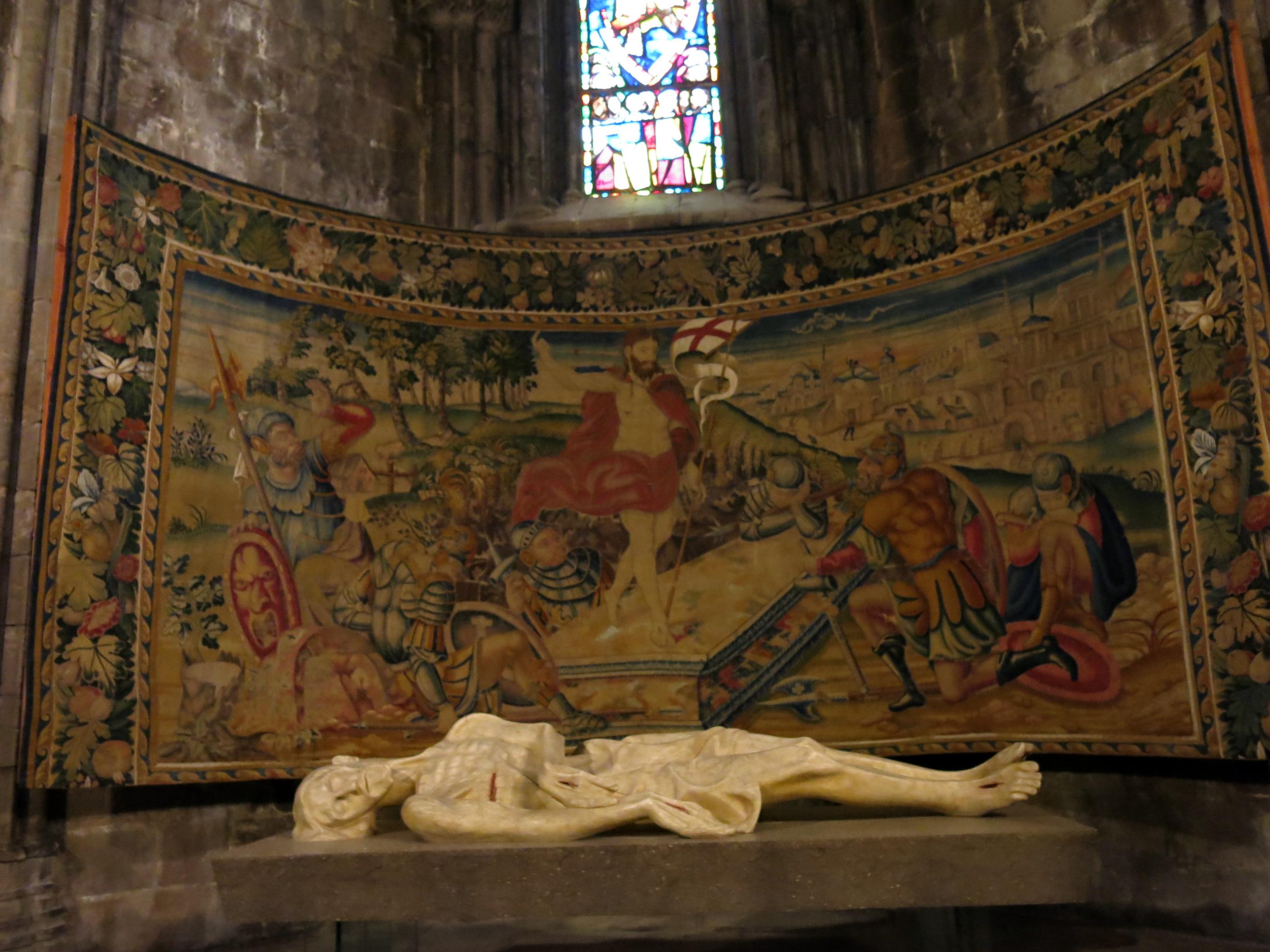
Liegender Christus von Domènec Fita und die Tapisserie der Auferstehung Christi

- Kapelle 16 (1321): Die Sankt-Ursula-Kapelle ist die sechste Kapelle im Umgang. Ursprünglich befand sich hierin ein sehr schöner Altar von Joan de Borgonya aus dem Jahr 1525, der sich heute im Museu d’Art von Girona befindet. Heute befindet sich hier die Alabasterfigur des Liegenden Christus von Domènec Fita aus dem Jahr 1959. Diese kantige Figur verstärkt die Dramatik des Leidens Christi durch den Tod am Kreuz. Das Kirchenfenster der Kapelle stammt von demselben Künstler. Den Hintergrund für die liegende Christusfigur gibt ein Wandteppich von ca. 1560 mit einer Auferstehungsszene aus der Sammlung Juan Ferres. Die Liegefigur des erschöpften Christus ist das bekannteste Kunststück aus dem 20. Jahrhundert in der Kathedrale.

- Kapelle 17 (1318): In der Heiligen-Anastasia-Kapelle, der siebenten Kapelle des Altarumgangs, befindet sich ein Heiliger Georg aus dem 17. Jahrhundert und ein Kirchenfenster aus den 1990er Jahren. Der Widmungsname stammte schon von einer der Kapellen der romanischen Vorgängerkirche.

- Kapelle 18 (1316): Die dem Heiligen Thomas gewidmete Kapelle ist mit einem Altar aus dem Jahr 1840 ausgestattet.

- Kapelle 19 (1330): Die letzte Kapelle des Altarumgangs ist der Heiligen Katharina von Alexandrien gewidmet.

##### Kapellen der Südseite
- Kapelle 20 (1341): Die erste Kapelle nach dem Altarumgang auf der Südseite ist dem Heiligen Martin und dem Heiligen Franziskus gewidmet. Hier steht ein prächtiger, dem Corpus Christi gewidmeter Altar. Dieses Kunstwerk wurde 1562 von Joan Coll geschnitzt, von Perris de la Roca, einem Künstler aus Orleans, bemalt und gemalt und von Nicolau Mates vergoldet. In der Mitte des Altaraufbaus befindet sich ein Gemälde des Letzten Abendmahles. Im oberen Teil ist Das Aufsetzen der Dornenkrone und Der Fall Christi unter dem Kreuz dargestellt, während im unteren Bereich Die Gefangennahme am Ölberg und Die Geißelung dargeboten wird. Den krönenden Abschluss des Altares bietet eine geschnitzte Kreuzigungsszene mit dem gekreuzigten Christus, Maria und dem Heiligen Johannes. Zwei leere Nischen boten ursprünglich die Figuren der Titularheiligen dieser Kapelle, den Heiligen Martin und den Heiligen Franziskus. Beide Figuren gelten heute als verschollen.

- Kapelle 21 (1335): Die erste Kapelle des eigentlichen Kirchenschiffes auf der Südseite ist den Heiligen Johannes dem Täufer und Johannes dem Evangelisten geweiht. In dieser Kapelle befindet sich heute eine Liegestatue und das originale Grab der Gräfin Ermessenda de Carcassonne, Gräfin von Girona und Barcelona. In der gotischen Liegestatue wird die Gräfin idealisiert, mit äußerst harmonischen Gesichtszügen, in einer Haltung völliger Ruhe dargestellt. Diese gotische Statue ist ein Werk des Bildhauers Guillem Morell von 1385. Die polychrome Fassung des Sarkophags, wahrscheinlich das Original aus der Zeit des Todes der Gräfin, trägt das Wappen des Hauses Barcelona mit goldenen und roten sich abwechselnden Bändern. Das Grabmal der Gräfin Ermessenda und das nicht so gut erhaltene Grabmal ihres Urenkels Ramon Berengars II. hatten beide im Portikus der romanischen Vorgängerkirche gestanden. Sie wurden 1385 auf königlichen Befehl hin in das innere der gotischen Kathedrale verlagert und mit Alabaster ummantelt.

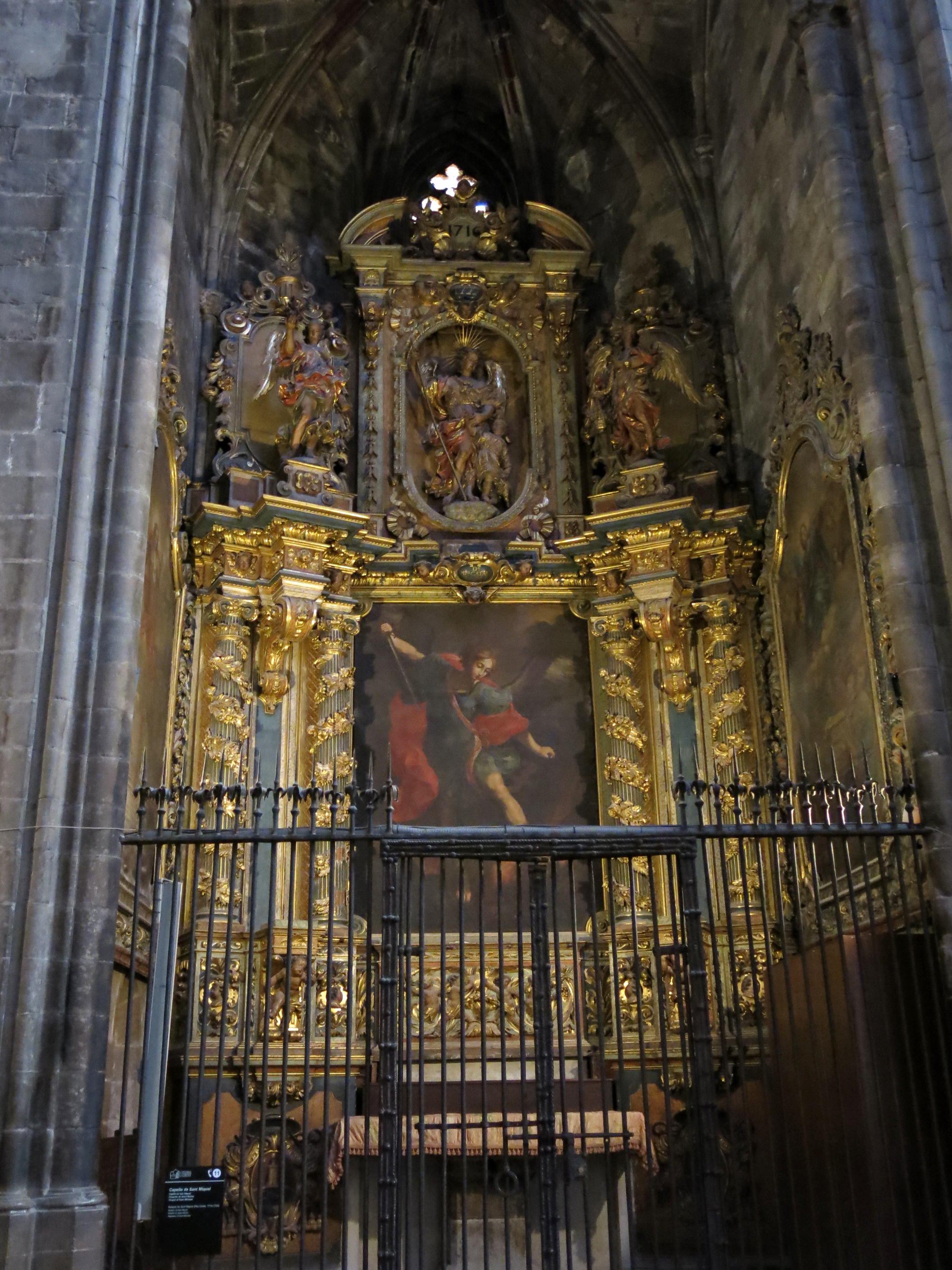
Sankt-Michael-Altar von Pau Costas

- Kapelle 22 (1358): Die zweite Kapelle des südlichen Langschiffes ist die Sankt-Michaels-Kapelle. Der Altaraufbau von 1720 stammt wieder von dem Bildhauer Pau Costas. Er integriert das Gemälde eines unbekannten Künstlers von ca. 1715, eine Kopie eines Originalwerkes des italienischen Barockmalers Guido Reni von 1635.

- Kapelle 23 (1370): Die dritte Kapelle des südlichen Langschiffes ist den Heiligen Petrus und Paulus geweiht. In dieser Kapelle steht heute der Beichtstuhl des Bußkanonikers. An den Seitenwänden finden sich zwei Gemälde unbekannter Künstler aus dem 18. Jahrhundert. Sie stammen von einem anderen, nicht mehr bekannten Retabulum.

- Kapelle 24 (1373): Die Kapelle der Heiligen Ivo und Honoratus ist die vierte Kapelle des südlichen Langschiffes. Der Altaraufbau von 1731 stammt von Joan Torras. An den Seitenwänden dieser Kapelle befinden sich zwei weitere, jedoch etwas einfacher gestaltete Gemälde: Sankt Ignatius in Ekstase vor der Dreifaltigkeit und Sankt Antonius von Padua predigt zu den Fischen. Die beiden Heiligenfiguren von Ivo und Honoratus fehlen im heutigen Altaraufbau.

- Kapelle 25 (1373): Nach der kleinen Dominikus-Kapelle, der fünften Kapelle des südlichen Langschiffes, mit einem geschnitzten Christus und zwei barocken Gemälden unbekannter Künstler (Die Heilige Familie und Der zweifelnde Thomas) folgt der innere Windfang des Aposteltores.

- Kapelle 26 (????): Auf das Aposteltor folgt mit der Benedikt-Kapelle die sechste Kapelle des südlichen Kirchenschiffes. Hier steht die Figur der Heiligen Cäcilia des Gironeser Bildhauers Francesc Bacquelaine (1924–?) von 1955.

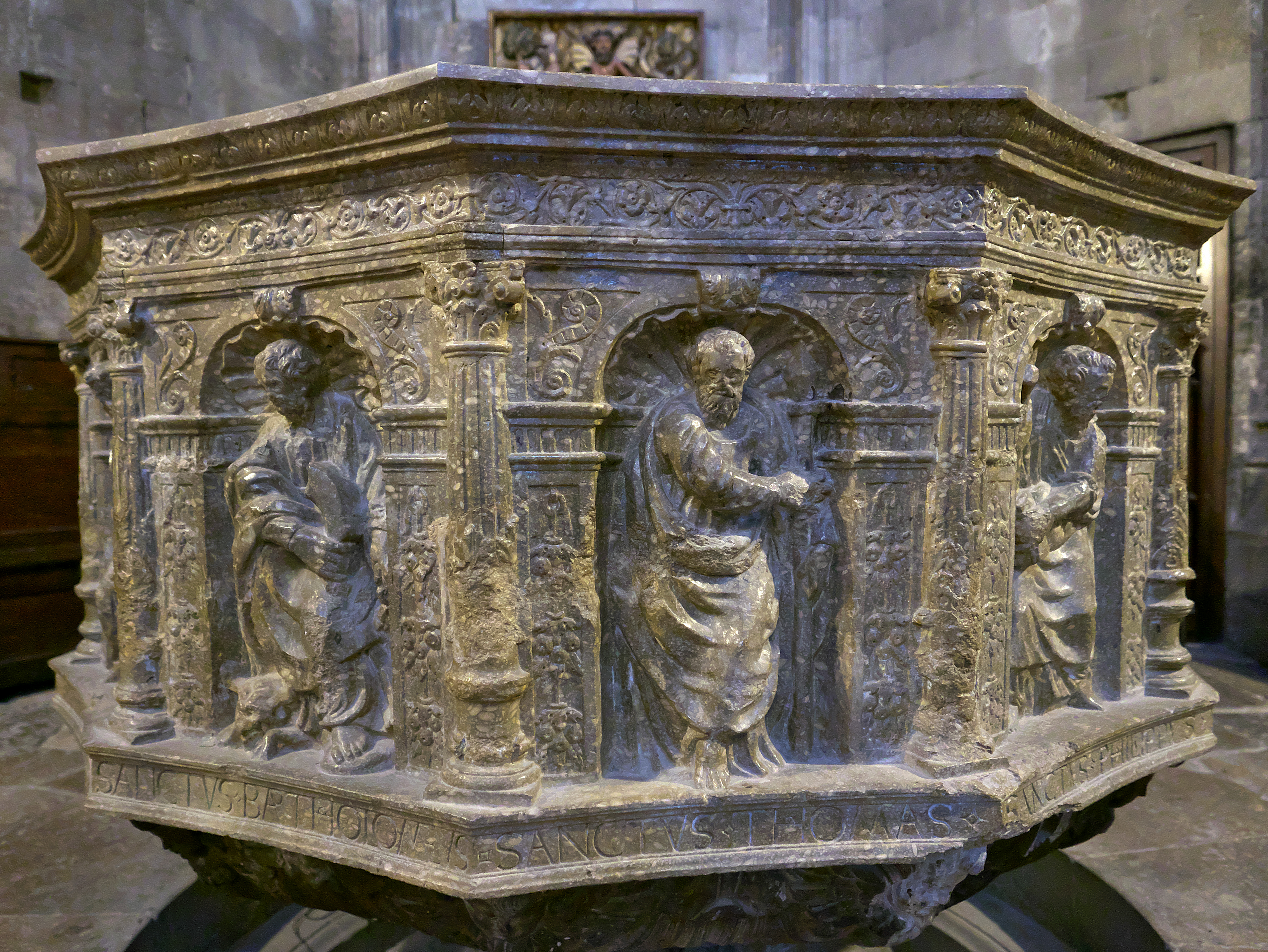
Der Taufstein in der Julian- und Basilissa-Kapelle

- Kapelle 27 (1438): Die siebte und vorletzte Kapelle des südlichen Schiffes ist dem christlichen Ägyptischen Ehepaar Julian und Basilissa geweiht. Der Renaissance-Taufstein von 1540, ein aus einem einzigen Block Gironeser Steins gehauenes Werk, ist ein Gemeinschaftsprojekt der Steinhauer Guido de Belljoch, Joan Roig der Ältere und Meister Tomás. Auf den zwölf Seiten sind die zwölf Apostel von klassisch inspirierten Motiven eingerahmt. Dieser Taufstein stand ursprünglich am Eingang der romanischen Vorgängerkathedrale. Als im Jahr 1707 dieser Portikus abgerissen wurde, hat man den Taufstein in die Julia-Basilissa-Kapelle gebracht.

- Kapelle 28 (1442): Die südwestlichste und achte Kapelle des Langschiffes ist den Heiligen Georg und Dalmatius geweiht. Diese Kapelle bietet neben dem Isidor-Altar von 1780 zwei weitere monumentale gotische Grabmale: Nämlich die der Brüder Bernat († 1432, links) und Dalmau de Raset († 1452, rechts).

##### Kapellen der Westseite 2
- Kapelle 29 (1589/1708): Die letzte, den Kirchenumgang abschließende Kapelle ist die Mariä-Verkundigungs-Kapelle in der Westfassade der Kathedrale. Hier steht ein weiterer Altar von Pau Costa, der Altar Mariä Verkündigung aus dem Jahr 1725. In einem Raum mit tiefer Perspektive wird die Jungfrau Maria und der Erzengel Gabriel präsentiert. Über allem ist der Schutzpatron des Kapellenstifters, der Heilige Jakob sowie die drei theologische Tugenden Glaube, Hoffnung und Liebe zu sehen. An den Seiten stehen die Figuren der Heiligen Bonaventura und Franz von Paola. Sowohl in dieser Kapelle, wie auch in der parallelen Kapelle Mariä Verkündigung sind Reste der polychromen Fassungen der gotischen Bögen aus dem 17. und 18. Jahrhundert zu sehen.

### Altar und Hochaltar
Aus der Mitte des groß dimensionierten Langschiffes lässt sich ein guter Überblick über den kleiner dimensionierten Altarraum von herausragender Schönheit gewinnen. Die dreischiffige Apsis, der älteste Teil dieser gotischen Kathedrale, wurde zwischen 1312 und 1350 erbaut. Die beiden Seitenschiffe führen mit dem bereits beschriebenen Kranz von neun Kapellen um den Hauptaltar herum. Der erste Bauabschnitt mit den neun Radialkapellen wird einem französischen Baumeister mit Namen Enric zugeschrieben. Ab 1320 löste man diesen Baumeister durch Jaume de Faveran ab, der bereits den Bau der Kathedrale von Narbonne und der Kirche Saint Jean von Perpignan geleitet hatte. Dieser brachte die bereits an der Außenfassade geschilderten Züge der Mittelmeer-Gotik ein. Die Apsis weist nur eine mäßige Höhe auf; das Mittelschiff ist nicht stark ausgeprägt; die horizontalen Linien werden stärker betont und die Struktur ist wichtiger als jede dekorative Kunst. Das Altarprojekt wurde ab 1330 von dem Baumeister Guillem de Cor abgeschlossen. Wahrscheinlich waren die drei großen Apsisbögen mit dem Querschiff der ursprünglichen romanischen Basilika verbunden, da beide Strukturen gleiche Breite aufweisen.
Im Mittelschiff des Altarraums finden sich mit den Glasfenstern des Marienzyklus eines unbekannten Meisters die ältesten Glasfenster dieses Kirchenbaues aus dem zweiten Viertel des 14. Jahrhunderts (zum Beispiel das Glasfenster der Kreuzigung Christi). Die Glasfenster aus dem Altarumgang stammen aus der zweiten Hälfte des 14. Jahrhunderts und wurden mit Guillem de Letumgard und Lluís Borrassà bereits von Meistern der internationalen Gotik geschaffen. Details oder Gesichter dieser Glasfensterfiguren sind aufgrund ihres hohen Alters oft nicht mehr erkennbar. Die in mit grauen Pigmenten gearbeiteten Gesichtszüge oder Faltenwürfe haben die Jahrhunderte gebleicht. Erst in Nahaufnahmen mit guter Fototechnik erlangen diese eigenartig-gesichtslosen Figuren ihren Gesichtsausdruck wieder.

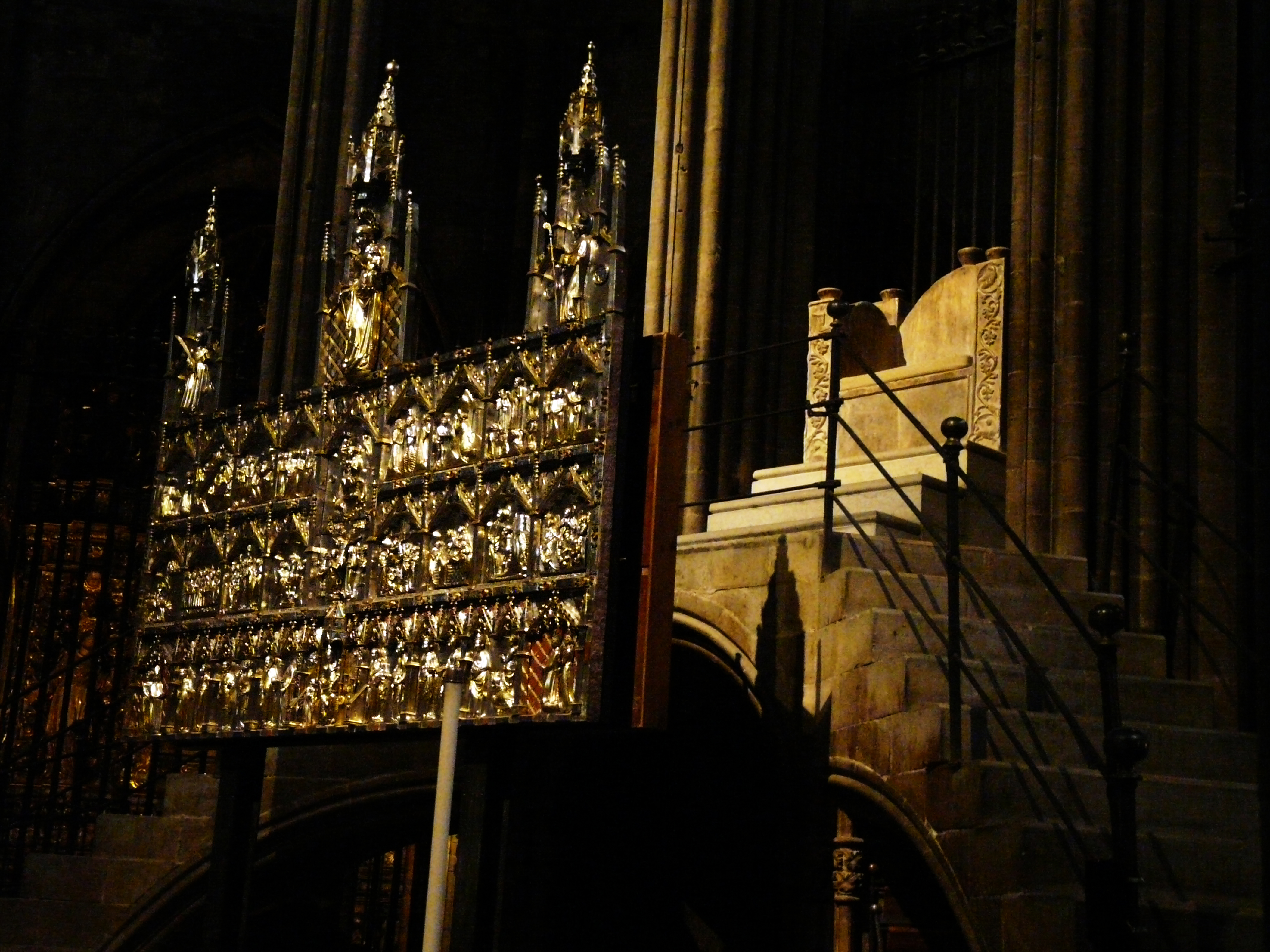
Hauptaltar (links) und Bischofssitz (rechts)

Auf nicht mehr sichtbaren Resten der zentralen Apsis der romanischen Vorgängerkathedrale steht abgeteilt durch hohe, schmiedeeiserne Gitter der Hauptaltar, das liturgische Zentrum der Diözese Girona. Zudem steht hier der physische Bischofssitz, Kathedra oder speziell hier in Girona Der Thron Karls des Großen genannt. Die Altarplatte aus weißem Marmor ist von außen her mit Friesen aus geometrischen Motiven wie Rauten und Kreisen, dann mit orientalischen Dekorationen ähnlichen Halbkreisen, die sich mit Pflanzenmotive abwechseln, umrandet. Diese erhabenen Randfriese lassen die eigentliche Altarplatte im Zentrum tiefer liegen. Ähnliche Altäre waren im 11. Jahrhundert im Languedoc in der Kathedralen von Rodez oder Elne, im Kloster von Quarante, in der Abtei vor Arles-sur-Tech bis zum Kloster von Cluny in Burgund verbreitet. All diese Altäre stammen hochwahrscheinlich aus einer bestimmten Werkstatt in Narbonne. Diese Altar wurde am 21. September 1038 eingeweiht. Dies ist am eingravierten Schriftzug von Bischof Pere Roger Petrus episcopus ersichtlich. Dieser Altar stand also bereits Mitte des 11. Jahrhunderts in der Apsis der romanischen Vorgängerkirche und wurde 1347 in dem gotischen Nachfolgebau aufgestellt. Die Kathedra, der mächtige Bischofs-Prachtsitz aus Pyrenäenmarmor aus dem 11. Jahrhundert befand sich ebenfalls in dem romanischen Vorgängerbau. Die halbkreisförmige Rückenlehne und die Armstützen sind mit steinernen Schmuckknöpfen versehen. Die Außenseiten tragen ähnliche Ornamentverzierungen wie der Altartisch. Auf den Vorderseiten der Armlehnen sind die Symbole der vier Evangelisten angebracht: Der Stier des Heiligen Lukas (unten links), der geflügelte Mensch des Heiligen Matthäus (oben links), der Löwe des Heiligen Markus (unten rechts) und der Adler des Johannes (oben rechts). Dieser Bischofssitz von Girona steht kunstgeschichtlich singulär. Die starke Form in Verbindung mit den Evangelistensymbolen soll dem jeweiligen Bischof majestätisches Ansehen verschaffen. Um 1347, als die Kathedra in den Altarraum der neuen gotischen Kathedrale verbracht wurde, arbeitete man auf der Rückenlehne der Kathedra ein Relief ein: Ein das Gremiale tragender Bischof, begleitet von einem Geistlichen, der den Bischofsstab hält, und einem Ministranten.
Der in drei Ebenen gegliederte Altaraufbau des Hauptaltares aus Silber, Gold, Emaille und Edelsteinen bietet in der unteren Ebene Figuren von Heiligen und Bischöfen. Vertreten sind unter anderem mit ihren Wappen Gilabert und Berenguer de Cruïlles (Onkel und Neffe) als Auftraggeber dieses Altares. Die beiden oberen Ebenen stellen 16 Szenen aus dem Leben Jesu dar. Die Kreuzigung Christi in der mittleren Ebene und ein Christus Pantokrator in der oberen Reihe stehen jeweils zentral in ihrer Reihe. Oben auf dem Altaraufbau sind drei Figuren angeordnet. In der Mitte die Jungfrau Maria mit dem Kind, die Schutzpatronin der Kathedrale; rechts der Heilige Narcissus, der Schutzpatron der Diözese und links der Heilige Felix, der Märtyrer von Girona. Die zuerst geschaffenen Arbeiten der beiden oberen Reihen aus den Jahren 1320 bis 1325 stammen von Meister Bartomeu. Der Valencianer Pere Berneç schuf ab 1358 die Predella und die Türmchen mit ihren Figuren. Der gesamte Altaraufbau konnte weggeklappt werden, so dass die Sicht auf den in der Kathedra sitzenden Bischof frei wurde. Ein segelförmiger, von vier sechseckigen Säulen getragener Baldachin aus Silber über dem Hauptaltar ist Symbol der Ehrerbietung gegenüber Jesus Christus.
Im Kreuzrippengewölbe über dem Altar laufen sichtbar und symbolisch alle Linien zusammen. Sie integrieren Kunst und Kult im Altarraum. Dieser selbst repräsentiert das Zentrum des römisch-katholischen Kultes in der Diözese Girona. Er gehört in seiner Gesamtheit zu den wichtigsten religiösen Kunstobjekten des europäischen Mittelalters.

## Kreuzgang und Nebengebäude

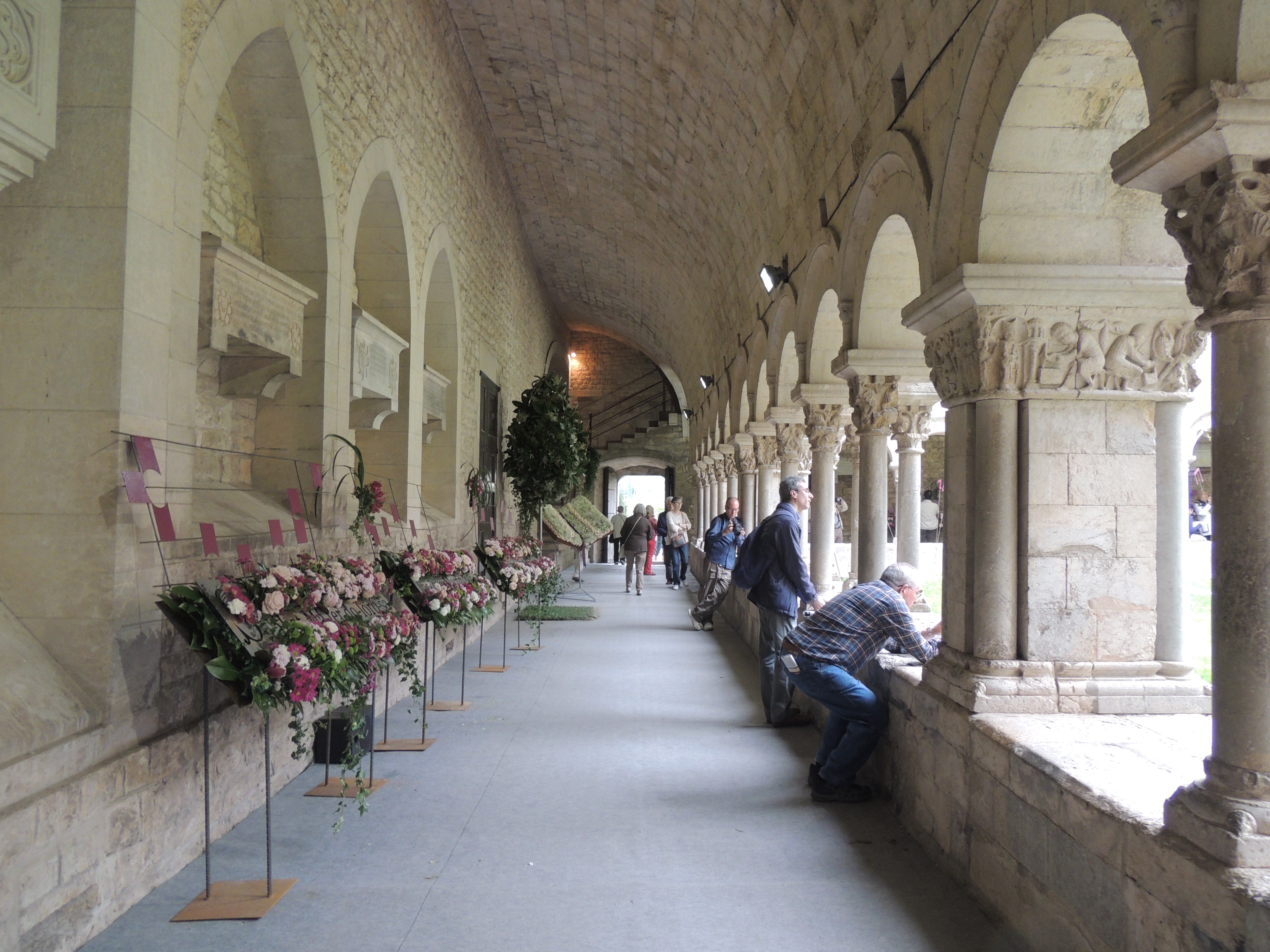
Der Kreuzgang beim jährlichen Blumenfest

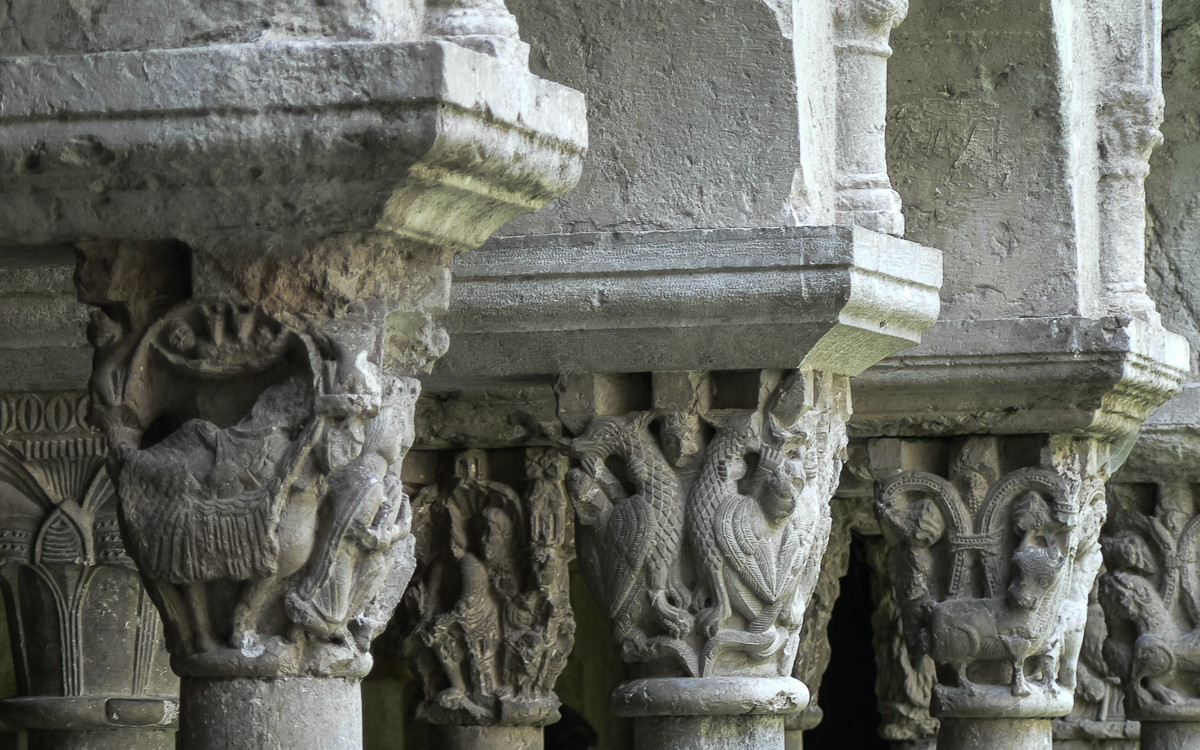
Kapitelle mit romanischen Reliefs

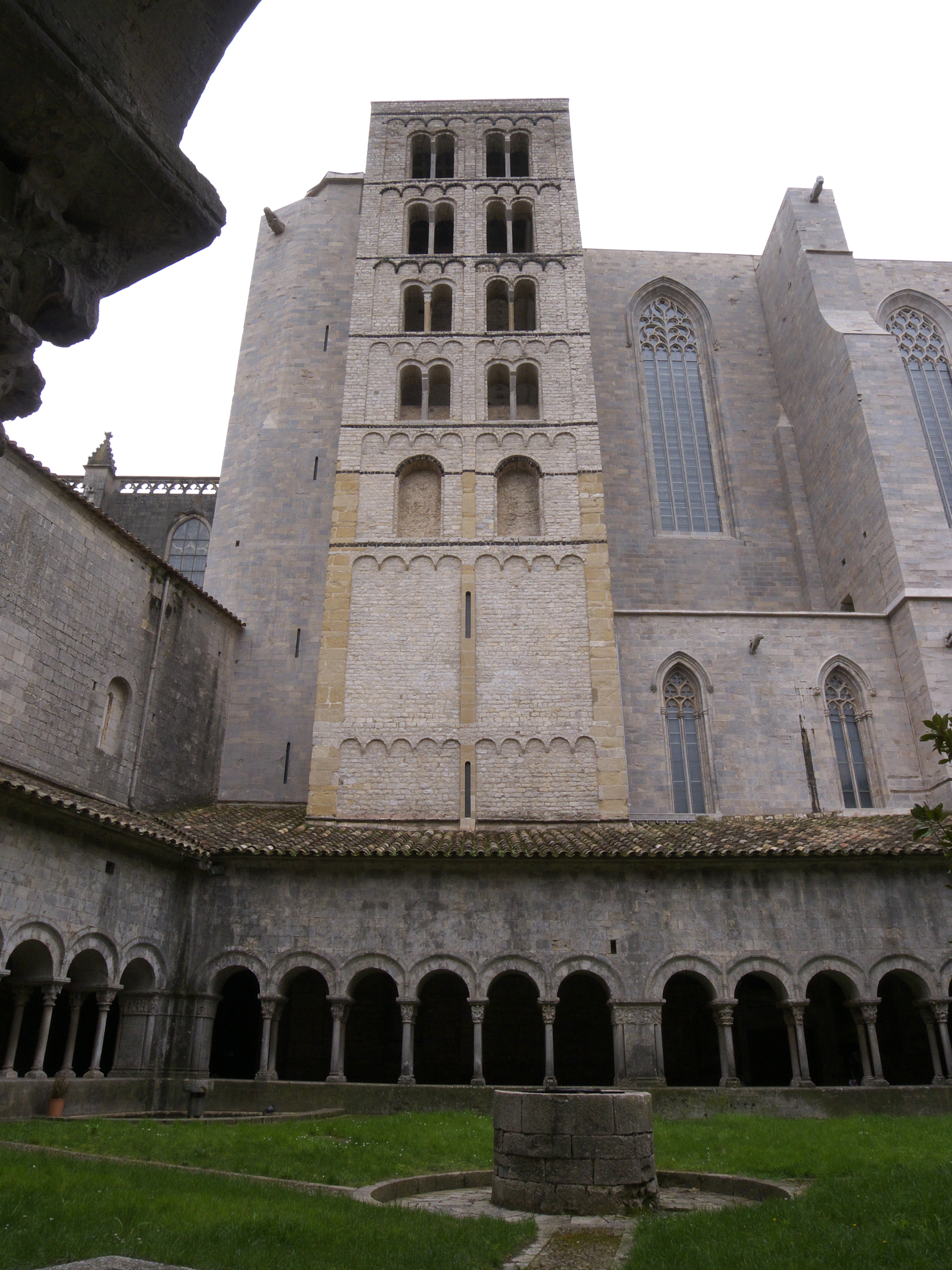
Der "Turm Karls des Großen" gesehen vom Kreuzgang

### Kreuzgang
Ursprünglich lagen um den Kreuzgang der Kathedrale von Girona herum die Gemeinschafts- und Wohnräume der Domherren und Kanoniker. Im Süden des Kreuzganges lag der Kapitelsaal (seit 1058 dokumentiert). Dieser wurde im 14. Jahrhundert in das neue gotische Kirchengebäude integriert. Im Osten lag das Dormitorium, das später zur Sakristei umfunktioniert wurde und heute die Klosterkapelle bildet. Im Westen lag eine Kellerei und das Refektorium. Dieses wurde im Jahr 1532 zu der heutigen Hoffnungskapelle, der Capella de l'Esperança, umgebaut. Im Norden des Kreuzganges befindet sich in einem Raum des 1. Obergeschosses seit 1395 die Dombibliothek. Diese Nebengebäude der Kirche waren schon im 11. Jahrhundert über einen offenen Innenhof miteinander verbunden. Ende des 12. Jahrhunderts wurden dann die heute noch bestehenden vier Galeriegänge hinzugefügt. Diese Galerien sind als Säulengänge realisiert. Auf mit Kapitellen und Friesen versehenen Pfeilern und Säulen ruhen die Bögen und die darauf aufliegende Tonnen- und Vierteltonnengewölbe. Die Kapitelle und Friese weisen im Wesentlichen drei verschiedene Arten von Bildhauerarbeiten auf. Neben Szenen aus dem Alten und Neuen Testament finden sich Szenen von Mensch und Tier sowie pflanzliche und geometrische Motive (siehe Galerie unten). Einige der romanischen Originalkapitelle wurden später durch gotische Formen ersetzt. Generell ist der Kreuzgang der bevorzugte Ort für die Grabstätten des Klerus, vor allem der Domherren. Neben monumentalen Gräbern und Ossuarien an den Außenwänden aller Galerien finden sich zahlreiche „einfache“ Grabplatten von Klerikern, die man auf dem Weg durch den Kreuzgang „betritt“.
Die der Kathedrale am nächsten gelegene südliche Galerie weist zahlreiche Szenen aus der Heiligen Schrift auf. Beschreitet man den Kreuzgang jetzt gegen den Uhrzeigersinn so bieten die Pfeiler der Südgalerie zahlreiche Motive aus der Genesis: Die Erschaffung Evas, die Adam zugeführt wird, den Sündenfall, die Vertreibung aus dem Paradies, die Verdammung zur Arbeit, die Arche Noah und viele andere mehr. Es folgen Szenen aus dem Neuen Testament und dem Weihnachtszyklus: Die Verkündigung der Geburt Christi an die Hirten, die Ermordung der unschuldigen Kinder, die Darbringung Jesu im Tempel. Auf der Südgalerie finden sich einige später angebrachte, gotische Kapitelle. Sie zeigen unter anderem eine Jagdszene mit einem Löwen.
Beim Gang durch die Ostgalerie sind auf der Außenwand im oberen Wandsektor zwei zugemauerte Fenster sichtbar. Dies waren Fensteröffnungen des ehemaligen Dormitoriums, das heute die Klosterkapelle beherbergt. Im südlichen Teil dieser Galerie finden sich folgende biblische Szenen um Samson in die Kapitelle gemeißelt: Samson und der Löwe, der Kampf gegen die Philister, der Verrat durch Delila, Zerstörung des Philistertempels. Der Rest der Galerie in Richtung Norden weist Pflanzen- und Tier- sowie eine Phantasiemotivik auf.
Die folgende Nordgalerie trägt als einzige aus statischen Gründen ein belastungsfähigeres Tonnengewölbe. Denn auf ihr lastet als einziger ein weiteres Baugeschoss mit der dort eingerichteten Dombibliothek. Die West-, Süd- und Ostgalerie sind dagegen von Vierteltonnengewölben überdeckt. Viele der Nordgaleriekapitelle zeigen Tier- und Pflanzenmotive. An der Außenwand findet sich ein Stein mit einer römischen Inschrift, die auf das Ende des 1. bzw. den Anfang des 2. Jahrhunderts datiert wird. Er enthält eine Widmung an Lucius Plotius Asprenas, einen hohen städtischen Beamten von Gerunda, von seiner Frau Julia Marcia. Dieser Stein stammt mit hoher Wahrscheinlichkeit von dem römischen Forum, das vor der Kathedrale an dieser Stelle Bestand hatte. An der Nordwestecke findet sich eine verschlossene Maueröffnung, auf der sich die Inschrift „domus canonice“ (das Haus der Kanoniker) findet. Wie bereits erwähnt gehörte der Kreuzgang ursprünglich zum Wohnbereich der Domherren.
Die Außenmauer der Westgalerie wurde im 19. Jahrhundert durch die Anlage von Nischengräbern unter Bögen massiv verändert. Auf den Kapitellen dieser Galerie findet sich die berühmte Darstellung der Domhütte mit ihren Steinmetzen, Bildhauern, Wasserträgern und dem Bischof mit seinem Gefolge, der die ganze Domhütte segnet. Hiermit verewigten sich die Kunsthandwerker des Gironeser Kreuzganges im eigenen Werk.

### Turm Karls des Großen
Aus der Mitte des Kreuzganginnenhofes zeigt sich die Nordfassade und vor allen Dingen der „Turm Karls des Großen“, einer der beiden Glockentürme der romanischen Vorgängerkirche aus dem 11. Jahrhundert. Dieser Glockenturm ist im Stil der lombardischen Romanik erbaut. Am Turm nach oben nimmt charakteristischerweise die Anzahl der Maueröffnungen zu. In den unteren Stockwerken wurden Kalkstein aus Girona mit Lisenen und Mauerblenden aus goldfarbenem Sandstein kombiniert. Die auf diese Weise zustande gekommene farbliche Mauerdekoration hat wahrscheinlich das gesamte romanische Kirchenbauwerk ausgezeichnet. Ab 1362 hat man den Turm in das gotische Bauwerk integriert. Er „verlor“ dabei große Bereiche seiner Ost- und West- sowie die gesamte Südfassade. Ebenso gingen Teile des siebten Turmstockwerkes verloren. Diese hat man im Jahr 1961 restauriert.

### Kapitelsaal
Im Westflügel des Kreuzgangs der Kathedrale von Girona befindet sich der Kapitelsaal, der den Domschatz beherbergt. In ihm finden sich zahlreiche wertvolle Stücke romanischer Kunst. Zu den bedeutendsten zählen der Beatus von Girona, ein illuminiertes Manuskript aus dem 10. Jahrhundert sowie ein Wandteppich aus dem 12. Jahrhundert, auf dem die Schöpfung darstellt wird.

#### Der Beatus von Girona
Beim Beatus von Girona handelt es sich um ein Manuskript aus dem 10. Jahrhundert. Darin befindet sich ein Kommentar zur Apokalypse von Beatus von Liébana. Das in westgotischer Schrift zweispaltig abgefasste Buch illustrieren 114 phantastische, reich mit Silber und Blattgold verzierte Miniaturen.

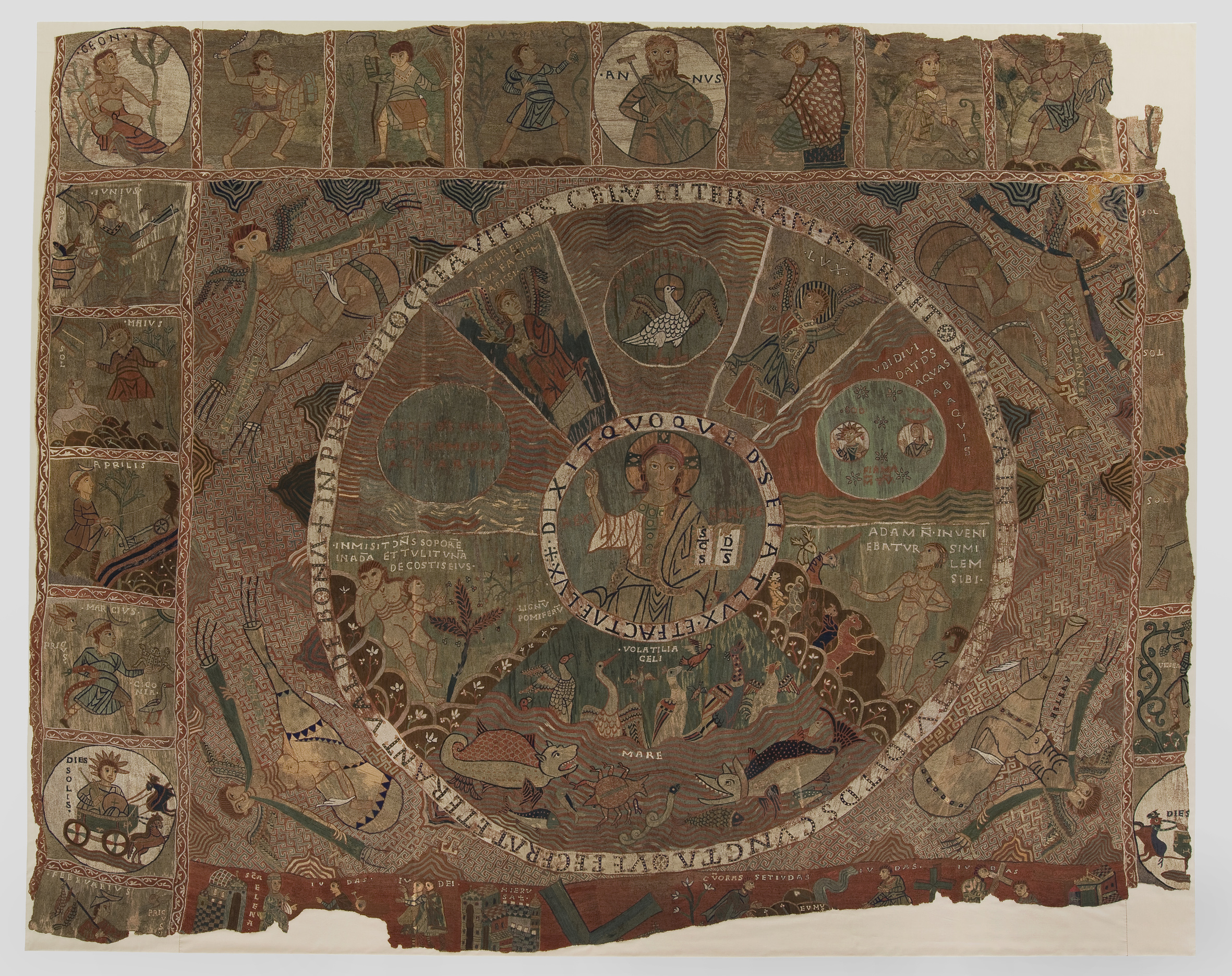
Der Schöpfungsteppich

#### Der Schöpfungsteppich
Der Tapís de la creació („Schöpfungsteppich“) ist um die Wende des 11. Jahrhunderts sehr wahrscheinlich in Girona entstanden. Seit dem Verlust des unteren Randes und eines Seitenstreifens misst er noch 4,15 × 3,65 Meter. Er zeigt farbige Seidenstickerei auf Leinwand. Im Mittelpunkt steht Christus als Pantokrator und Schöpfergott. Von diesem zentralen Medaillon strahlen die acht Sektoren des äußeren Kreises aus, die vor allem in ihrem unteren Teil mit einer Fülle von Details die Geschöpfe der Luft und des Meeres, die Erschaffung Evas aus der Rippe Adams und die Szene schildert, in der Adam den Tieren ihren Namen verleiht.
Außerhalb dieser bildlich vergegenwärtigten, nach innen wie nach außen durch Spruchbänder mit Zitaten aus der Genesis umwundenen Kosmogonie vermitteln die symbolischen Gestalten der vier Winde den Übergang vom Kreis zum Rechteck, das seinerseits außen durch eine Reihe kleinerer, fast quadratischer Bildfelder mit liebenswürdigen Darstellungen der Monate, der Jahreszeiten und (in der Mitte des oberen Streifens) des Jahres abgeschlossen wird. Schließlich ist der unterste, nur fragmentarisch erhaltene Bildzyklus, durch den kräftig-roten Untergrund von den ansonsten vorherrschenden Pastelltönen abgehoben, der Auffindung des Heiligen Kreuzes durch die Kaiserin Helena in Jerusalem gewidmet.
Die Gestaltung des Teppichs geht von christlich adaptierten Vorbildern aus, vor allem von Mosaiken aus der spätrömischen Zeit.

#### Die Schatulle von al-Hakam II.
Bei der Schatulle des Kalifen al-Hakam II. handelt es sich um eine kleine, reich verzierte Schatulle aus dem 10. Jahrhundert. Es handelt sich um ein Geschenk des Kalifen an seinen Sohn Hisham II.

Impressionen des Kreuzgangs
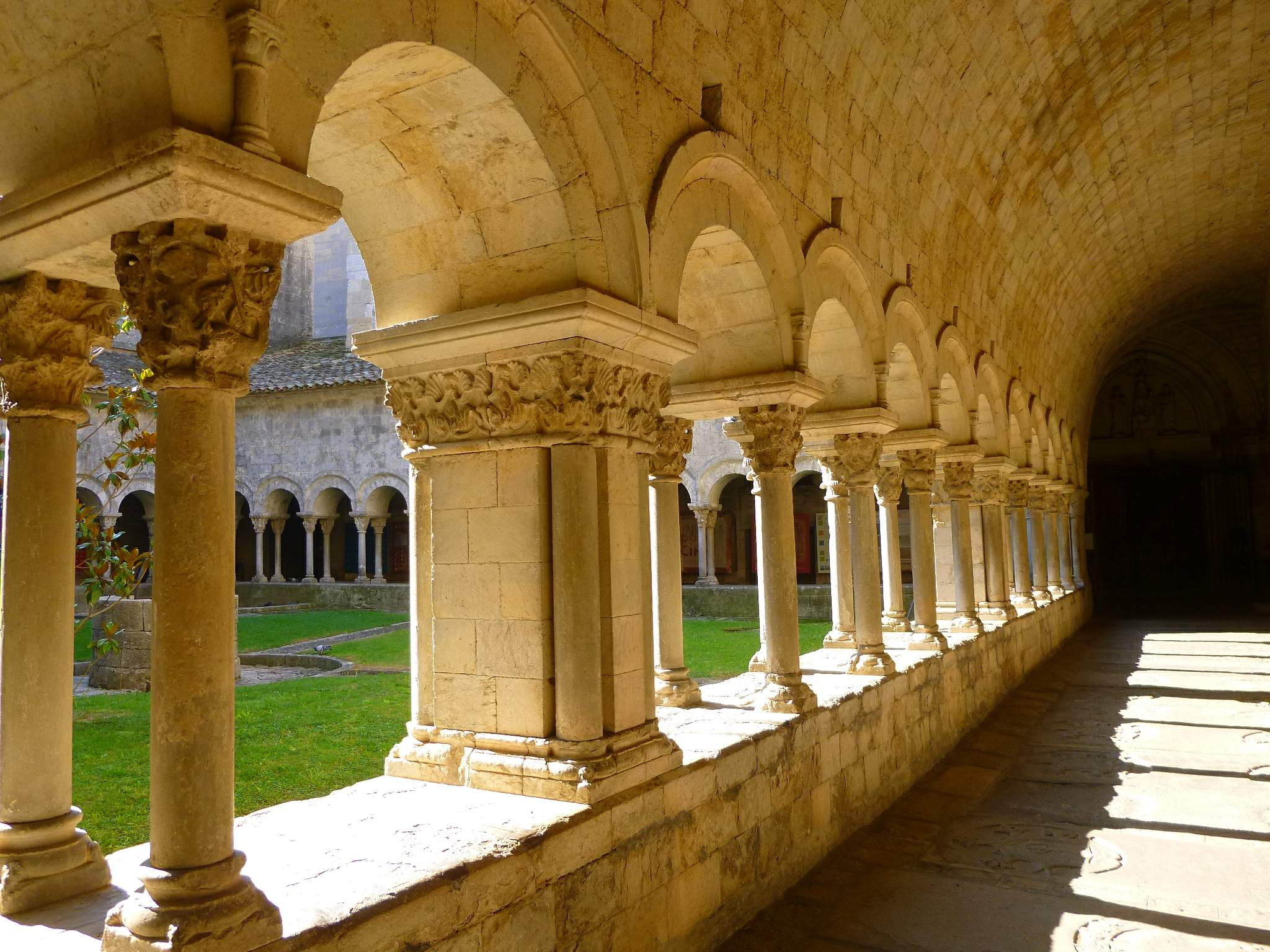
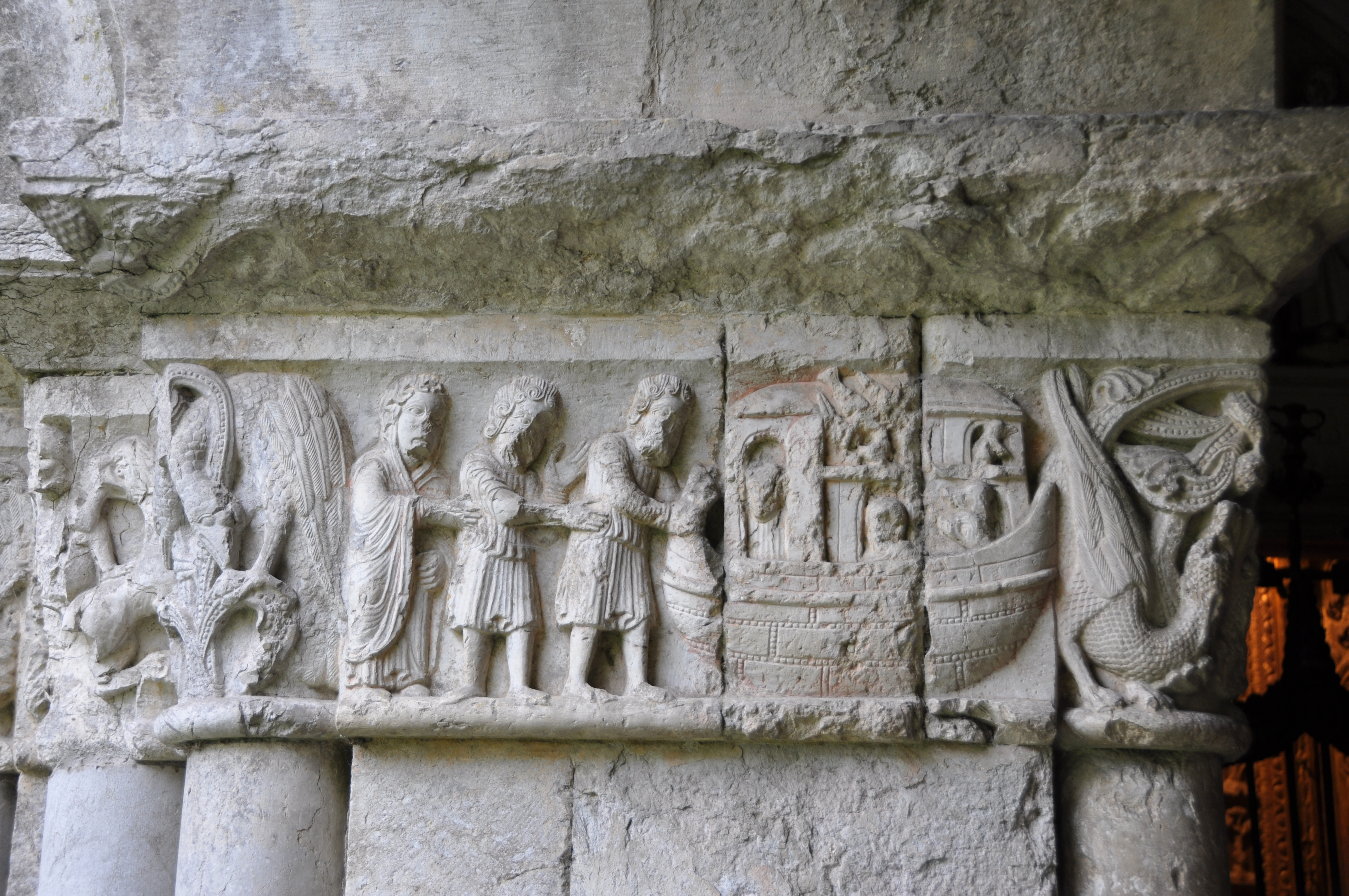
Relief mit der Arche Noah
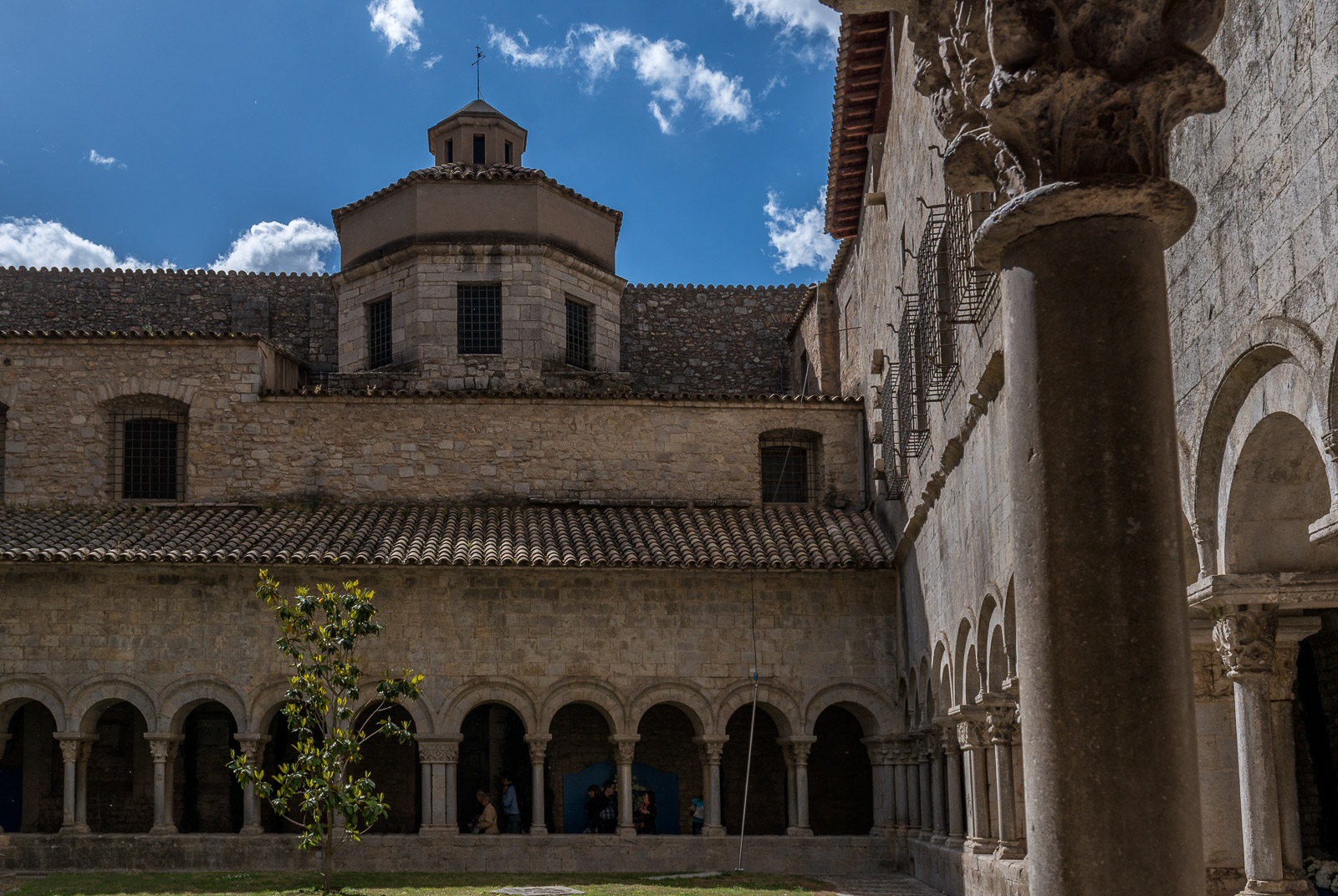
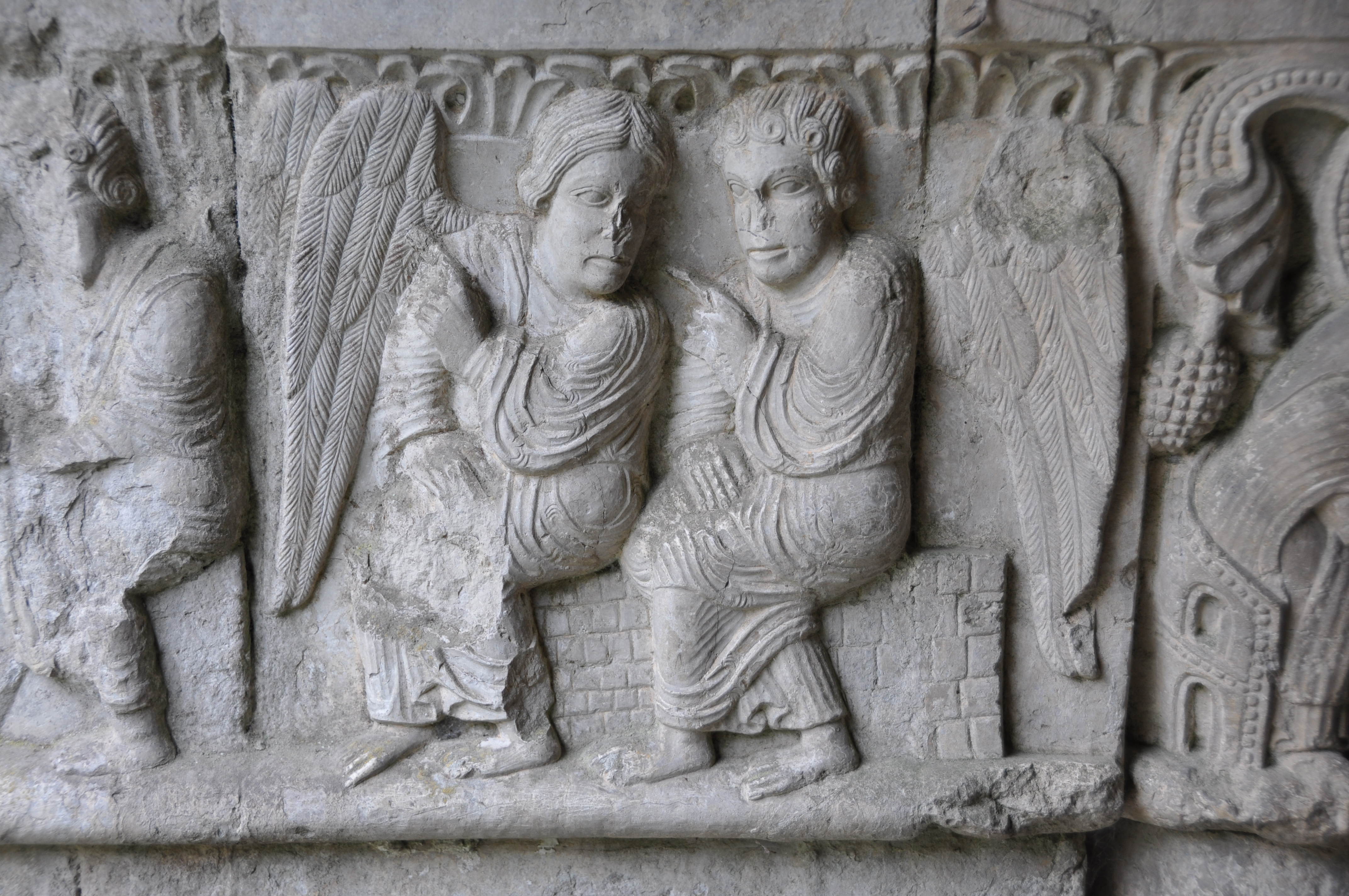
Engel aus der Geschichte des Abraham
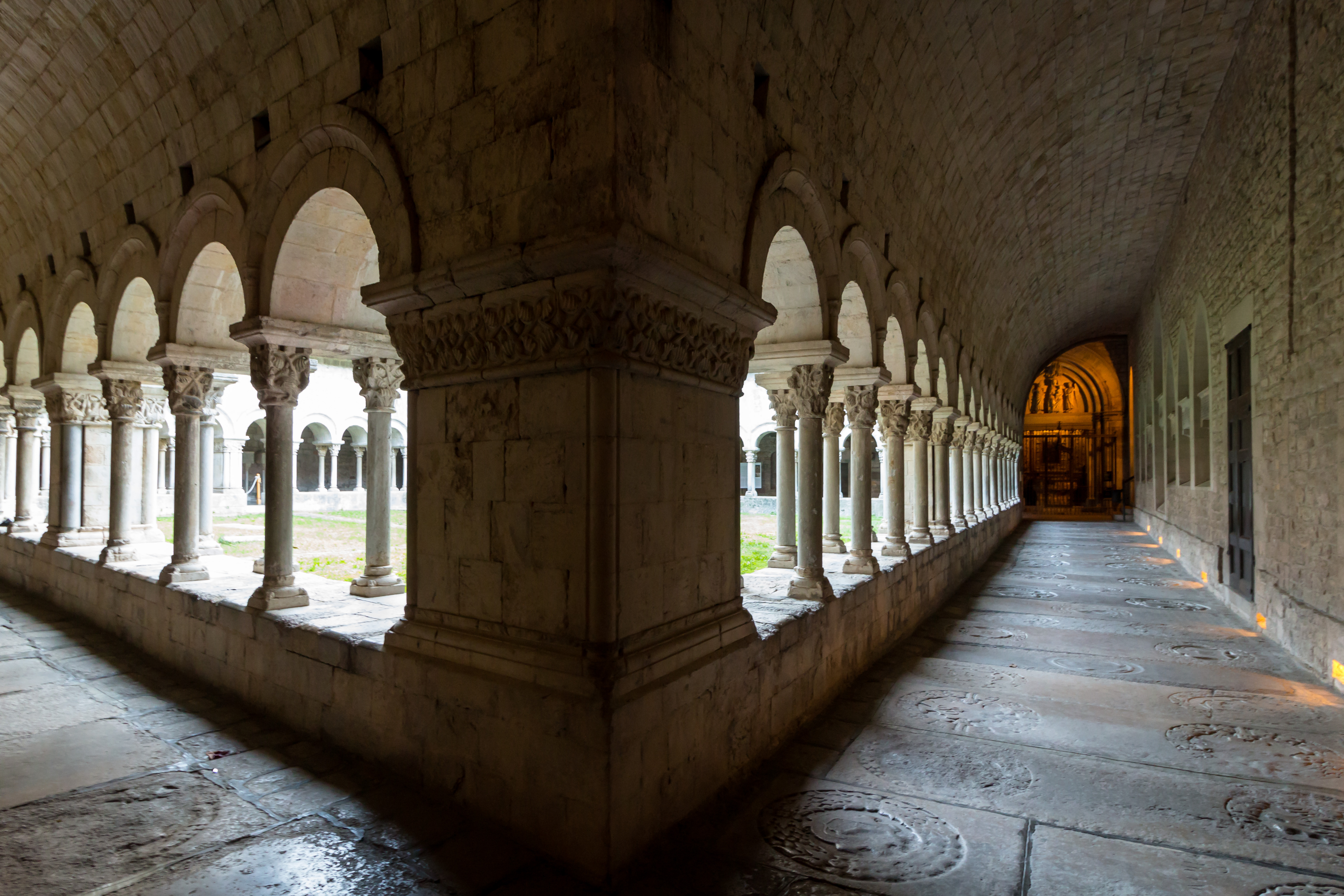
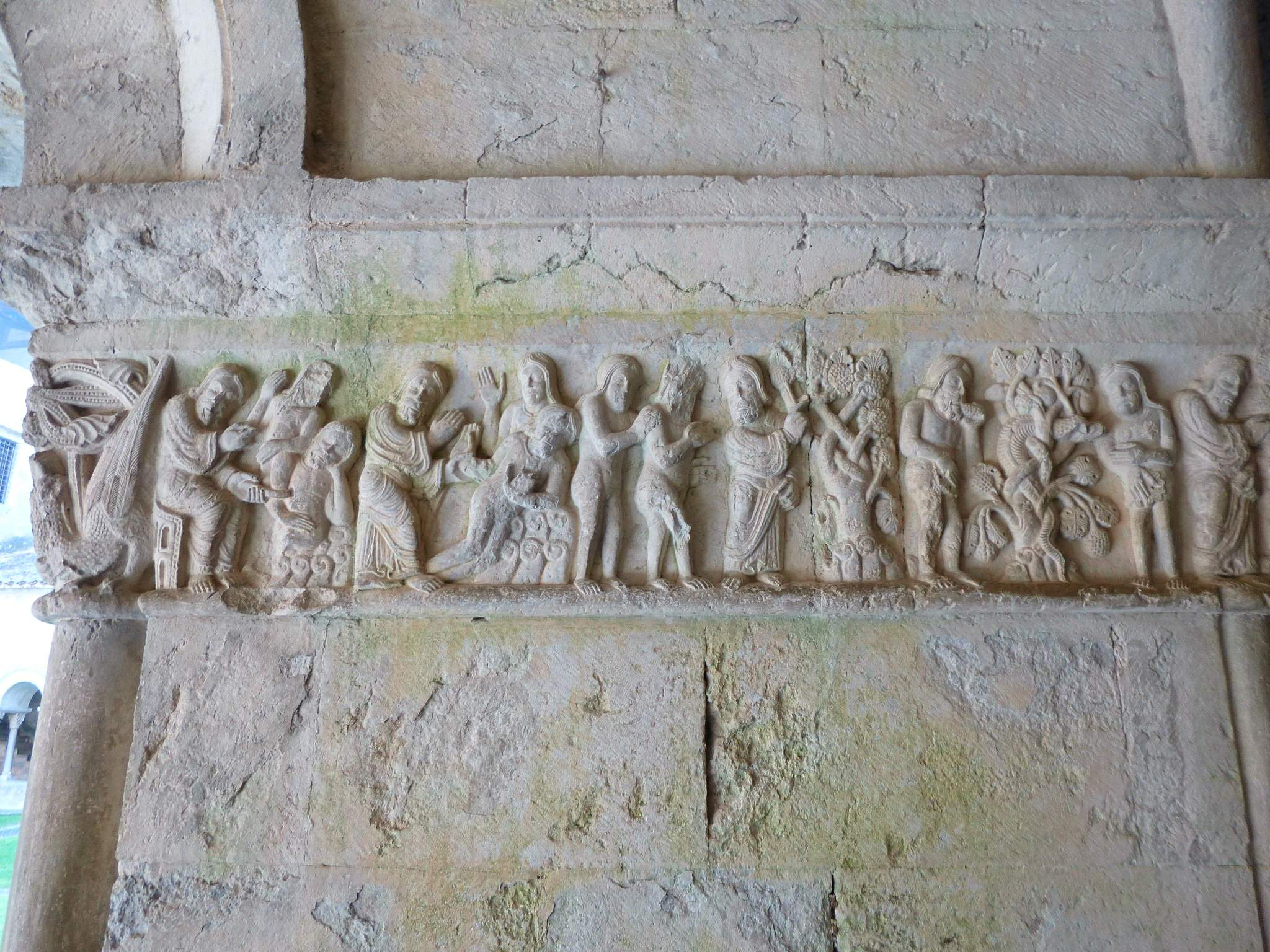
Relief mit Adam und Eva an einem der Kapitelle
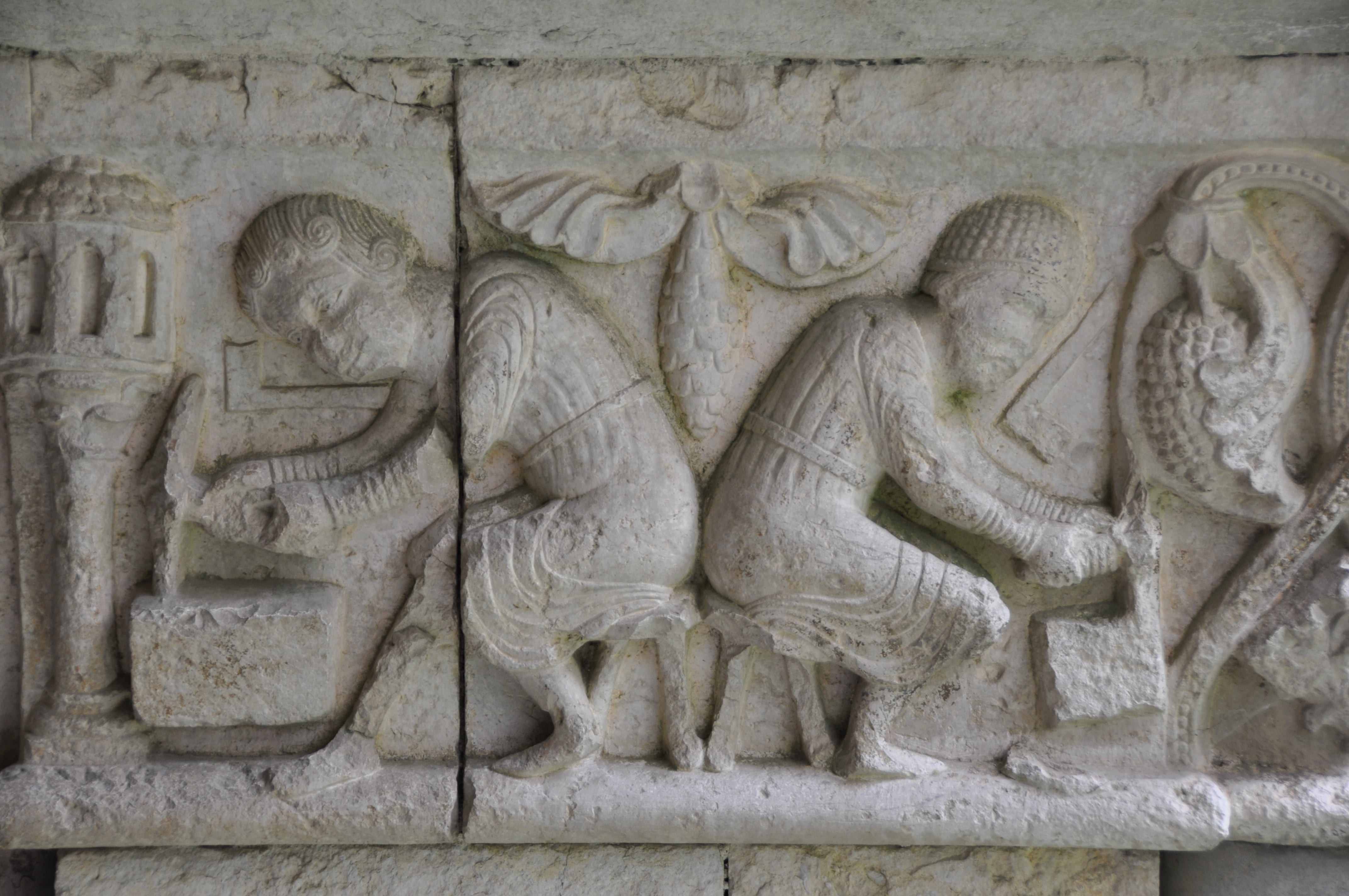
Steinmetze an einem Kapitell
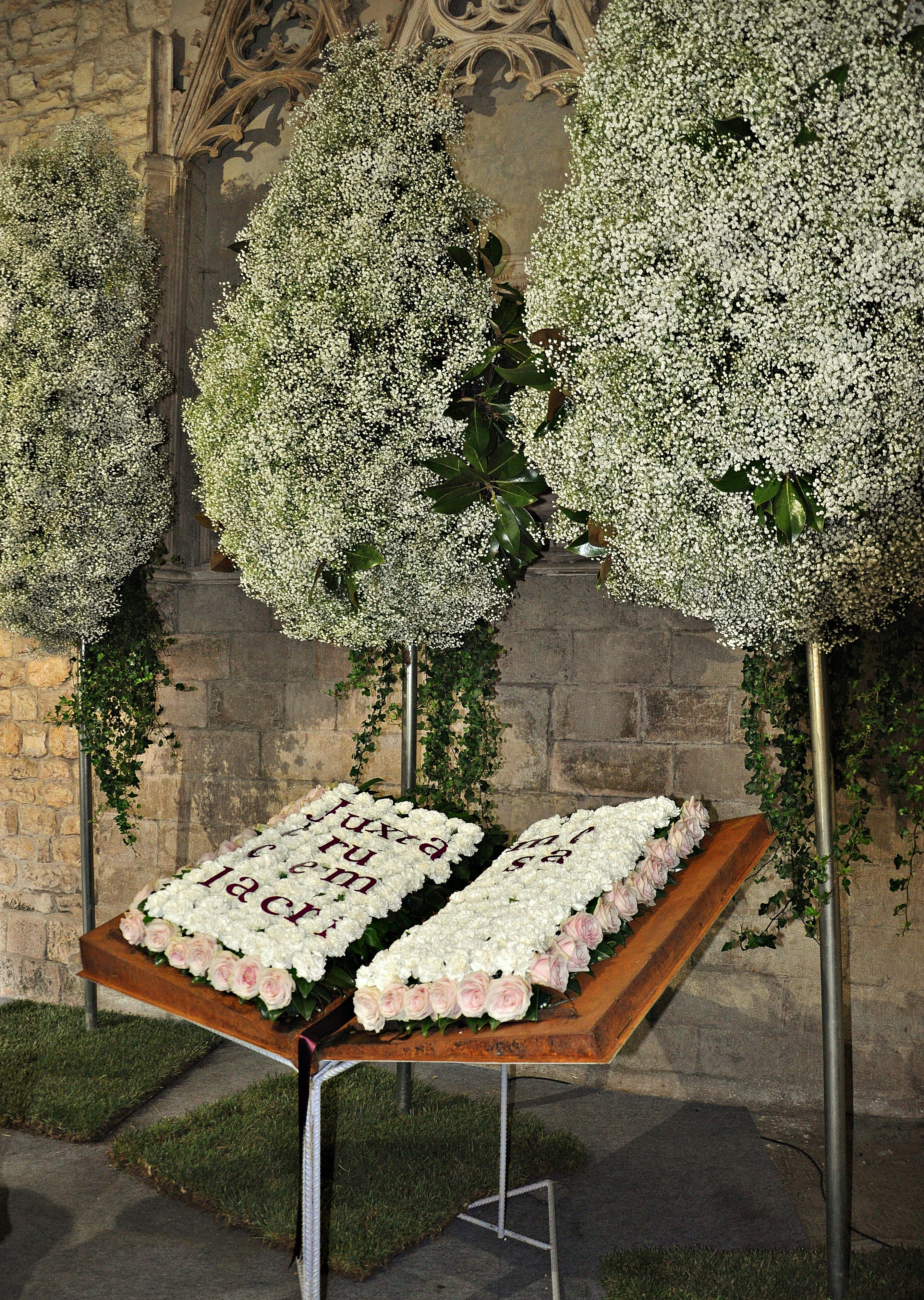
"Temps de flors" 2013
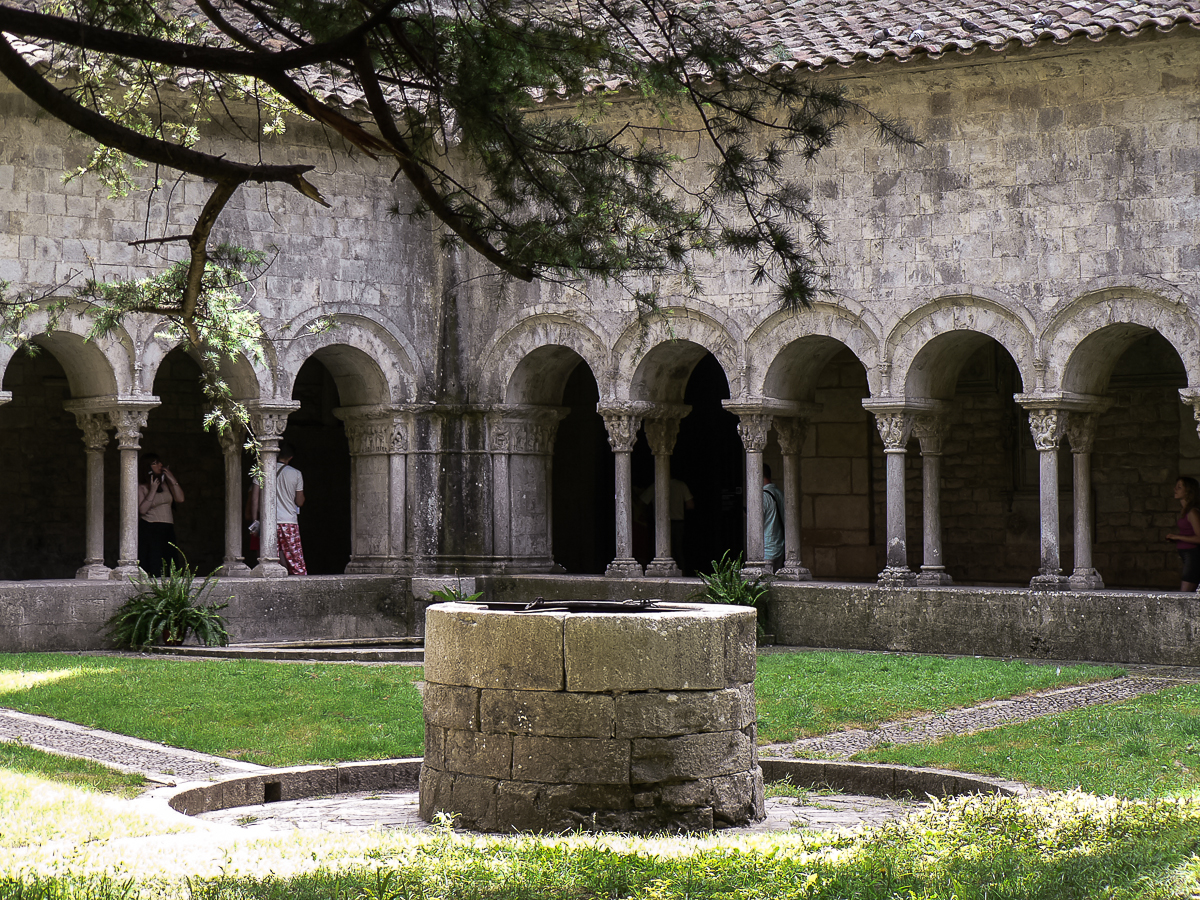